# ICE T
ICE T, betrieblich auch ICE-T geschrieben, ist die Sammelbezeichnung für die von der Deutschen Bahn als Baureihen 411 und 415 eingesetzten Hochgeschwindigkeitszüge. Diese Züge mit Neigetechnik wurden als Zubringer oder Ergänzung für das Intercity-Express-Netz der DB beschafft. Die ÖBB betrieben von 2006 bis 2020 drei dieser Triebzüge, die sie als Baureihe 4011 bezeichneten.
Für den Einsatz auf nichtelektrifizierten Strecken wurden ähnlich aussehende, dieselelektrisch angetriebene ICE TD beschafft, welche heute jedoch nicht mehr im Fahrgastbetrieb eingesetzt werden und sich weitestgehend in der Abstellung befinden oder zerlegt wurden. Lediglich zwei Triebzüge sind unter dem Namen advanced TrainLab als Versuchszüge erhalten geblieben.

## Allgemeines

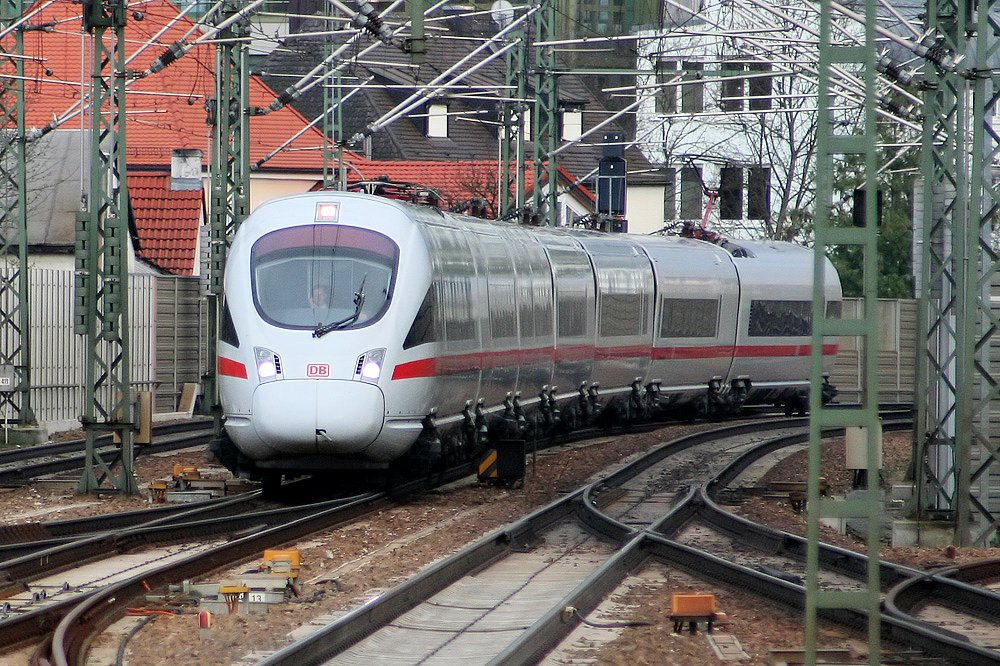
ICE T bei der Ausfahrt aus einem Bogen. Gut zu erkennen sind die verschiedenen Neigungswinkel der einzelnen Wagenkästen.

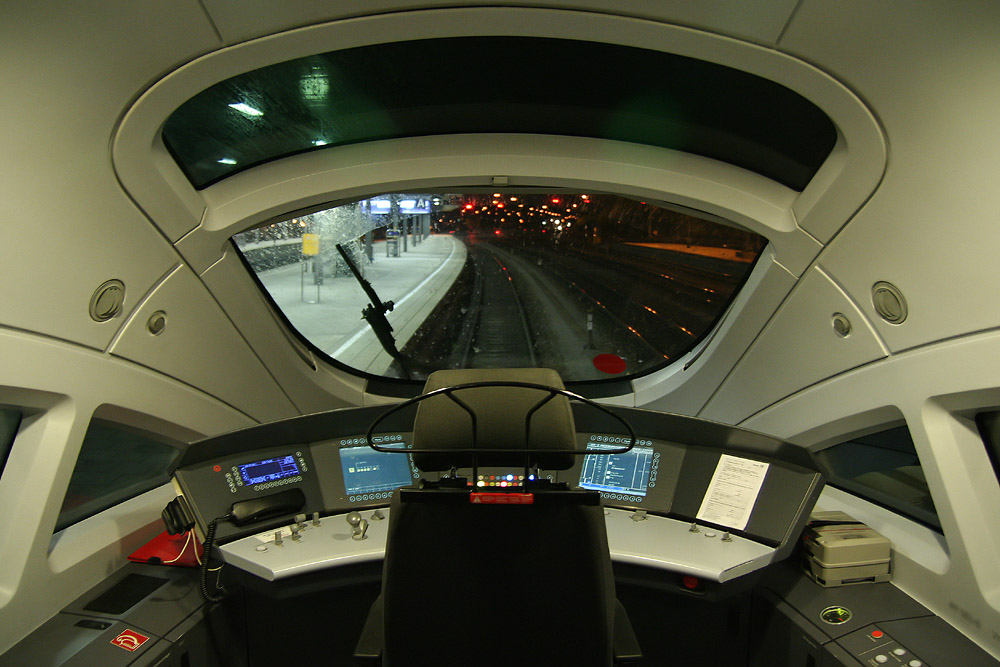
Führerstand

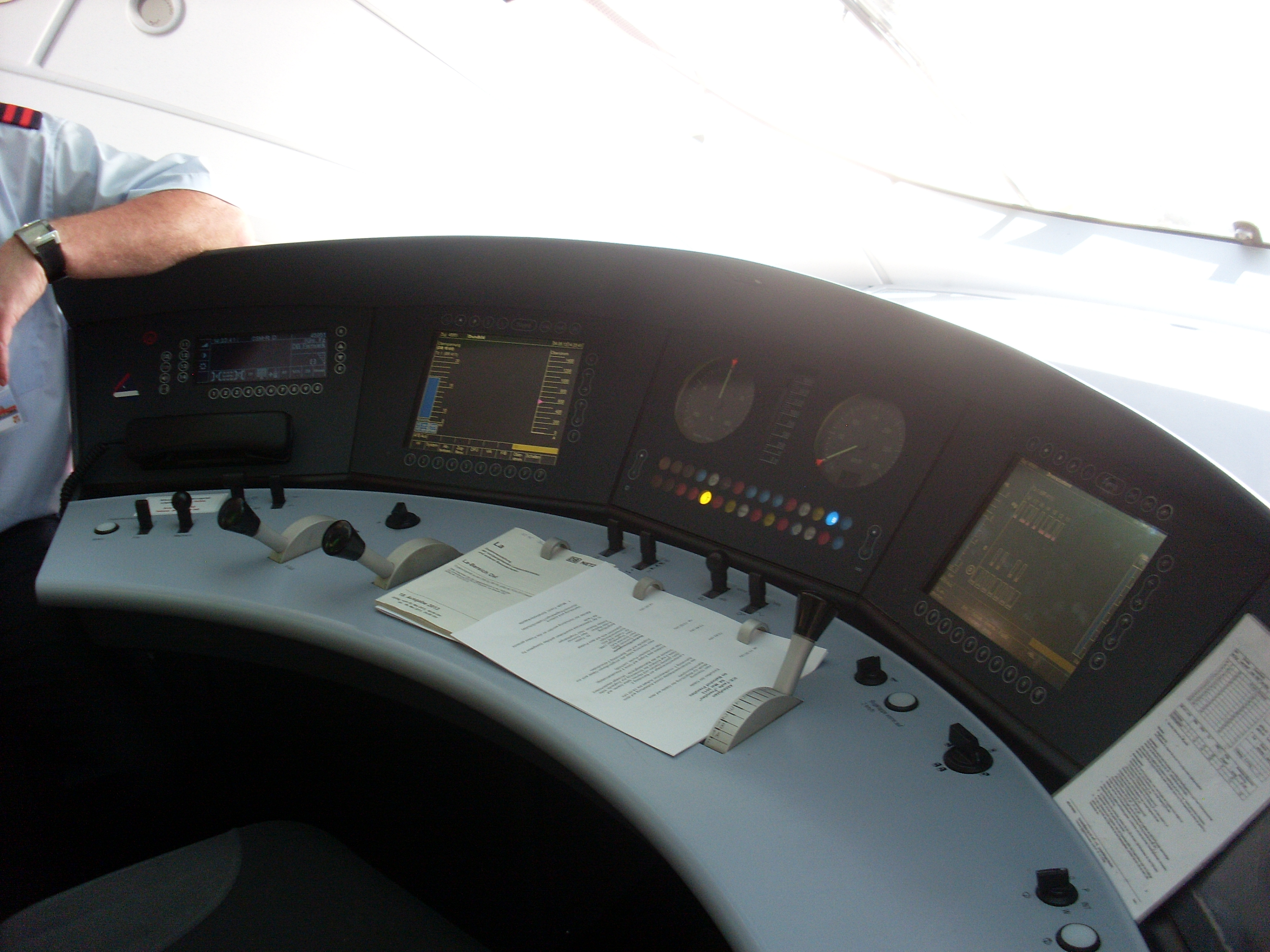
Führerpult

Die ICE-T-Züge sollten ursprünglich unter der Gattung Intercity (anfangs auch Interregio) verkehren, wurden später jedoch zum ICE umgezeichnet. Sie wurden bis Anfang 1999 als ICT (InterCity-Triebzug, auch InterCity-Triebwagen), vereinzelt auch IC NT (für InterCity Neigetechnik) bezeichnet und erst in den Wochen vor der Inbetriebnahme zum ICE umgezeichnet.
Das „T“ steht für Triebzug bzw. Triebwagen und soll den Unterschied zu den Triebkopfzügen ICE 1 und ICE 2 deutlich machen. Teilweise wurde der Buchstabe auch als Tilt (Englisch für neigen) oder tilt technology interpretiert.
Die ICE-T-Züge der Baureihe 411 sind im ICE-Betriebswerk München beheimatet, die Züge der Baureihe 415 im ICE-Werk Frankfurt-Griesheim. Die drei an die ÖBB verkauften Einheiten blieben weiterhin in München beheimatet, sie wurden auch mit den übrigen freizügig eingesetzt.
Die ICE T werden von der DB in drei Varianten eingesetzt, elf Züge mit fünf Wagen (Baureihe 415), 32 Züge mit sieben Wagen (Baureihe 411) der ersten sowie 28 der zweiten Bauserie, die in den Jahren 2005 bis 2006 ausgeliefert wurden. Es handelt sich um betrieblich nicht trennbare elektrische Triebzüge. Sie sind nicht für den Einsatz auf Hochgeschwindigkeits-, sondern auf Ausbaustrecken ausgelegt. Da die Trassierung dieser Ausbaustrecken weit mehr Bögen aufweist, kommt eine Neigetechnik zum Einsatz.
Aus dem Herstellerkonsortium war bei der ersten Bauserie Bombardier-DWA und bei der zweiten Bauserie Siemens der Konsortialführer. Beide Baureihen erreichen eine Höchstgeschwindigkeit von 230 km/h und haben eine Antriebsleistung von 3000 Kilowatt (fünfteiliger Zug) bzw. 4000 Kilowatt (siebenteiliger Zug). Fünf Einheiten aus der ersten Bauserie der Reihe 411 sind für den Betrieb in der Schweiz ausgerüstet (Schweizerische Zugbeeinflussungsanlagen Integra und ZUB 121, schweizerischer Funk etc.). Sie wurden bis April 2010 zwischen Stuttgart und Zürich eingesetzt.
Siebenteilige ICE T können in Doppeltraktion verkehren, fünfteilige darüber hinaus in Dreifachtraktion (Stand: 1999). Auch die Kupplung und gemeinsame Steuerung je eines ICE T und eines ICE 3 oder ICE TD war zunächst möglich. Diese Funktion ist inzwischen aufgrund inkompatibler Software nicht mehr nutzbar.
Eine Besonderheit der Züge sind die Lounges in den Endwagen. Nur durch eine Glasscheibe getrennt konnten Fahrgäste dort dem Triebfahrzeugführer bei seiner Arbeit zusehen und voraus auf die Strecke schauen. Zeitweilig waren in einigen fünfteiligen ICE T Fahrradstellplätze installiert.

## Geschichte
Im August 1994 bestellte die Deutsche Bahn 40 Triebzüge mit Neigetechnik für den Intercity- und Interregio-Verkehr bei dem Konsortium ICNT (Bombardier Transportation, Deutscher Waggonbau (DWA), DUEWAG, Fiat Ferroviaria und Siemens), das als Sieger der Ausschreibung hervorgegangen war. Darüber hinaus bestand eine Option auf weitere 40 Züge. Die Züge sollten zwischen November 1996 und 1998 ausgeliefert werden und auch abseits der Schnellfahrstrecken mehr Komfort und durch Nutzung der Neigetechnik höhere Reisegeschwindigkeiten bieten. Die Bestellung wurde im Herbst 1997 in 43 Züge (elf Fünf- und 32 Siebenteiler) geändert. Das Auftragsvolumen der 43 Züge betrug rund eine Milliarde D-Mark. Zusammen mit 20 gleichzeitig bestellten ICE TD erreichte der Auftrag ein Gesamtvolumen von etwa 1,28 Milliarden D-Mark (rund 650 Millionen Euro).
DWA (später Bombardier) fertigte 138 Einzelwagen, darunter alle (2 × 43) Endwagen, Duewag die übrigen 141 (darunter alle 43 Stromrichterwagen, alle 32 Restaurant- und 11 Bistro-Wagen). Siemens lieferte die Traktions- und Elektrotechnik, Fiat die Drehgestelle und die Neigetechnik. Die von Fiat Ferroviaria gelieferte Neigetechnik der ICE T kam bereits bei den italienischen ETR 460 und ETR 470 zum Einsatz, der grundsätzliche Aufbau entspricht dem der Baureihe 610. Die Triebzüge sind mit einem verteilten Antrieb ausgerüstet: Durch die Aufteilung der Traktionsausrüstung auf mehrere Wagen eines Zuges konnte auf Triebköpfe verzichtet werden.
Die Wirtschaftlichkeit der Beschaffung von rund 40 weiteren ICT-Zügen wurde 1998 nachgewiesen und die Beschaffung anschließend dem Vorstand der Deutschen Bahn zur Entscheidung vorgelegt. Die zusätzlichen Züge sollten zur Verlängerung der ICE-Linie München–Berlin nach Hamburg sowie auf den Linien Köln–Düsseldorf–Essen–Dortmund–Kassel–Erfurt und Berlin–Halle/Leipzig–Erfurt–Frankfurt (Main)–Basel SBB genutzt werden. Am 16. März 1999 wurde in Dessau die Beschaffung von 33 weiteren ICT-Zügen aus der bestehenden Option beschlossen. Die zusätzlichen Züge sollten unter anderem zwischen Dortmund und Stuttgart zum Einsatz kommen. Der Rest der Option verfiel. Nachdem bei einer letzten Verhandlungsrunde zwischen DB, Siemens, Bombardier und Fiat keine Annäherung über den Preis der zusätzlichen Züge erzielt werden konnte, wurden die Verhandlungen abgebrochen. Die DB kündigte an, die Beschaffung zusätzlicher Neigetechnikzüge neu auszuschreiben. Nach Medienberichten klafften die Preisvorstellungen zwischen DB und Industrie um bis zu 30 Prozent auseinander. Ende 1999 war für die neue europaweite Ausschreibung die Menge von 20, bis zum Jahr 2004 zu liefernden, Neigetechnik-ICE im Gespräch, mit einer Option auf weitere 50 Fahrzeuge.
Im Zuge der im Juni 2000 gegründeten TEE Rail Alliance planten DB, Österreichische Bundesbahnen (ÖBB) und Schweizerische Bundesbahnen (SBB) zunächst die gemeinsame Beschaffung von rund 130 Neigetechniktriebzügen für den Fernverkehr. Die SBB hatten dabei zugesagt, ihre 24 in Beschaffung befindlichen Neigezüge des Typs RABDe 500 für Kupplung und Mehrfachtraktionsbetrieb mit den ICE T und ICE TD umzurüsten. Als die Beschaffung 116 derartiger Züge Anfang 2001 ausgeschrieben wurde, war nur noch die Kuppelbarkeit mit dem ICE T für die neu zu beschaffenden Züge vorgesehen.
Mitte Januar 2001 kündigte DB an, als Teil eines Zwei-Milliarden-DM-Modernisierungsprogramms 28 Neigetechnik-Züge auf ICE-Standard für insgesamt rund 800 Millionen DM zu beschaffen – fünf weniger als zwei Jahre zuvor noch geplant. Die Verhandlungen mit der Industrie waren zu diesem Zeitpunkt noch nicht abgeschlossen. Die zusätzlichen Züge sollten auf den Linien Hamburg–Dortmund–Köln–Koblenz–Frankfurt, Dortmund–Hannover–Leipzig–Dresden, Dortmund–Erfurt, Berlin–Halle–Erfurt–Frankfurt sowie Berlin–Hamburg eingesetzt werden. Dabei stand der Hersteller der Züge noch nicht fest.
Eine Option zur Beschaffung von 40 mehrsystemfähigen Triebzügen war bereits Anfang 1999 nicht eingelöst worden. Nachdem sich die DB mit dem IC-T-Konsortium nicht über den Bau derartiger Züge einigen konnte, war der Auftrag neu ausgeschrieben worden. Als diese Ausschreibung im Dezember 1997 endete, lagen vier Angebote vor: Neben dem IC-T-Konsortium (Siemens/DWA/Fiat) bewarben sich Adtranz mit dem Schweizer Neigezug RABDe 500 (mit 611-Drehgestellen) sowie ČKD und ein asiatischer Anbieter. Die von Adtranz im Mai 1998 und im Dezember 1999 angebotenen Varianten des Schweizer Neigezug RABDe 500 trugen die Bezeichnungen ICN bzw. – für die Mehrsystemvariante – ICE-TM.

### Laufleistung
Um 2003 erbrachten die Züge der ersten Bauserie eine Laufleistung von rund 30 000 Kilometern im Monat bzw. von bis zu 2000 Kilometern pro Tag.
Nach 450 000 bis 500 000 Laufkilometern pro Jahr erhielten alle 42 Triebzüge bis 2005 ihre erste Revision.
Bis 2013 legten die Züge der ersten Bauserie nach Angaben der Deutschen Bahn mehr als fünf Millionen Kilometer zurück.

### Erwähnenswerte Sonderfahrten

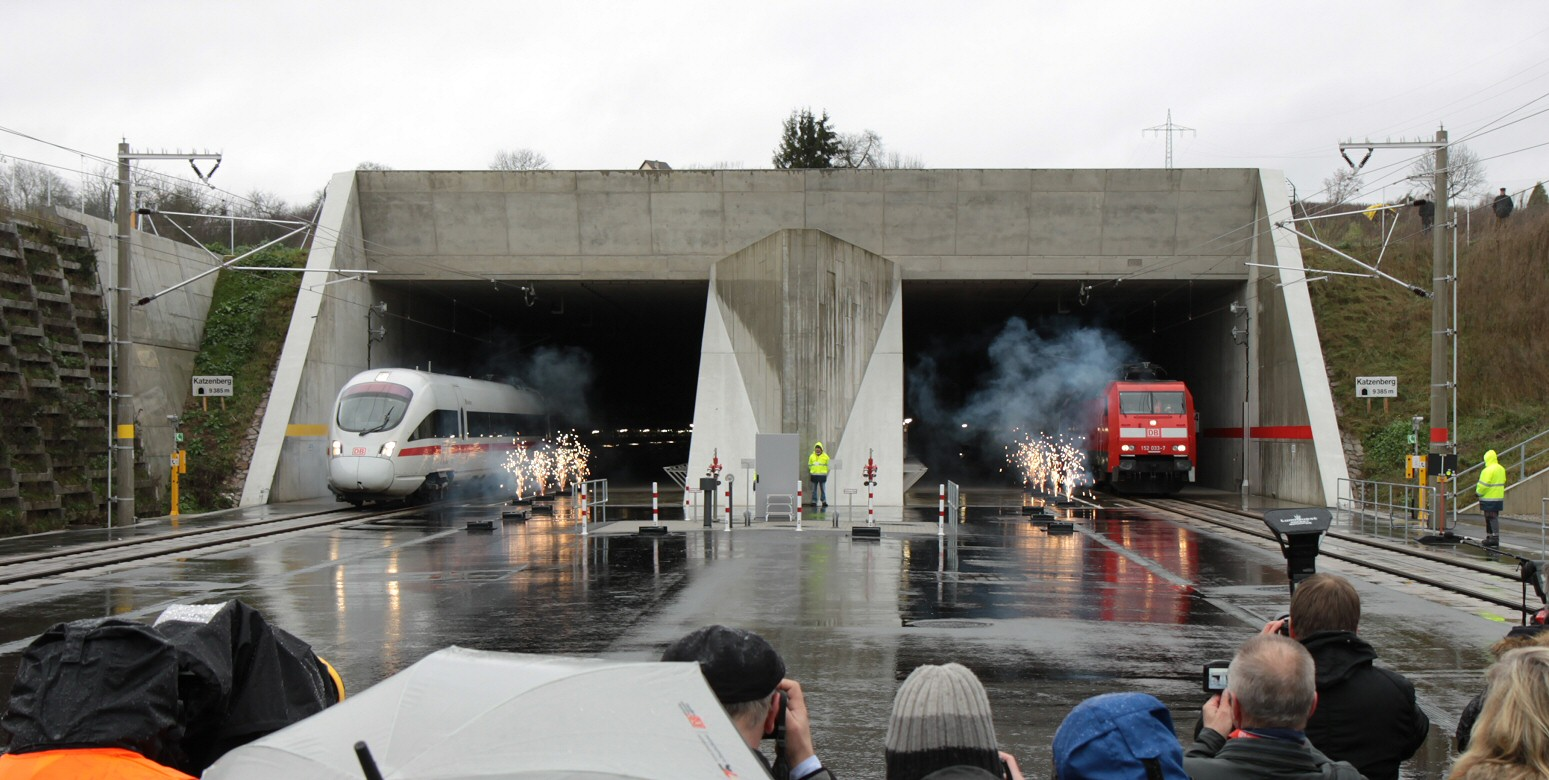
Triebzug 1502 (links) bei der Eröffnungsfahrt des Katzenbergtunnels

Im Mai 2009 wurden die Endwagen des Triebzuges 1161 mit Werbung für Werder Bremen, dem damaligen DFB-Pokalsieger, beklebt. Dieser Triebzug verkehrte am 30. Mai 2009 als Sonderzug zwischen Bremen und Berlin, dem Austragungsort des Finales.
Am 4. Dezember 2009 fuhr der brasilianische Präsident da Silva im Rahmen eines Staatsbesuches auf Einladung der Bundesregierung an Bord des ICE-T-Triebzuges 1126 von Berlin Hauptbahnhof nach Hamburg Dammtor. Der Erste-Klasse-Endwagen war dazu in den brasilianischen Nationalfarben beklebt worden.
Am 4. Dezember 2012 wurde Triebzug 1502 zur offiziellen Eröffnungsfahrt des Katzenbergtunnels eingesetzt.
Zur Eröffnung der Schnellfahrstrecke Erfurt–Leipzig/Halle am 9. Dezember 2015 wurden die Triebzüge 1129, 1173 und 1504 bei einer Sonderfahrt mit geladenen Ehrengästen eingesetzt. Sie befuhren die Strecke bis zum Bahnhof Flughafen Leipzig/Halle zeitweise parallel.

### Technische Probleme und Ersatzverkehr
Aufgrund eines akuten Triebfahrzeugmangels nach Problemen mit den Radsatzwellen verkehrten zwischen Oktober 2008 und Juni 2009 auf den ICE-Linien Dresden–Leipzig–Erfurt–Frankfurt am Main sowie Berlin–Leipzig–Jena–Nürnberg–München teilweise lokbespannte Intercity-Wagenzüge anstelle der ICE T. Zwischen Dresden und Frankfurt fuhr hierbei nur noch ein einziges ICE-T-Zugpaar ICE 1557/1554. Zum kleinen Fahrplanwechsel am 14. Juni 2009 verkehrten anstelle der IC-Ersatzzüge wieder die ICE T, allerdings weiter ohne aktive Neigetechnik, sodass die Fahrzeitverlängerungen und Verspätungen bestehen blieben.
Aufgrund von witterungsbedingten technischen Problemen fiel im Dezember 2009 nach Angaben der Deutschen Bahn jeder zweite ICE-T-Zug auf der Linie Berlin–Leipzig–Nürnberg–München aus. Die Deutsche Bahn nannte keine konkreten Ursachen. Nach Achsproblemen bei Verwendung der aktiven Neigetechnik sowie Problemen mit der Fahrzeugverfügbarkeit und Verspätungen wurde der ICE-T-Betrieb auf der Linie Stuttgart–Zürich im März 2010 eingestellt und durch IC-Züge mit SBB-Wagen ersetzt und sollte erst wieder aufgenommen werden, wenn diese wieder bogenschnell verkehren dürfen. Auf diese Strecke kehrten die ICE T jedoch nicht zurück.

### Ausblick
Anfang der 2030er Jahre sollen die Triebzüge durch Neufahrzeuge ohne aktive Neigetechnik ersetzt werden.

## Design

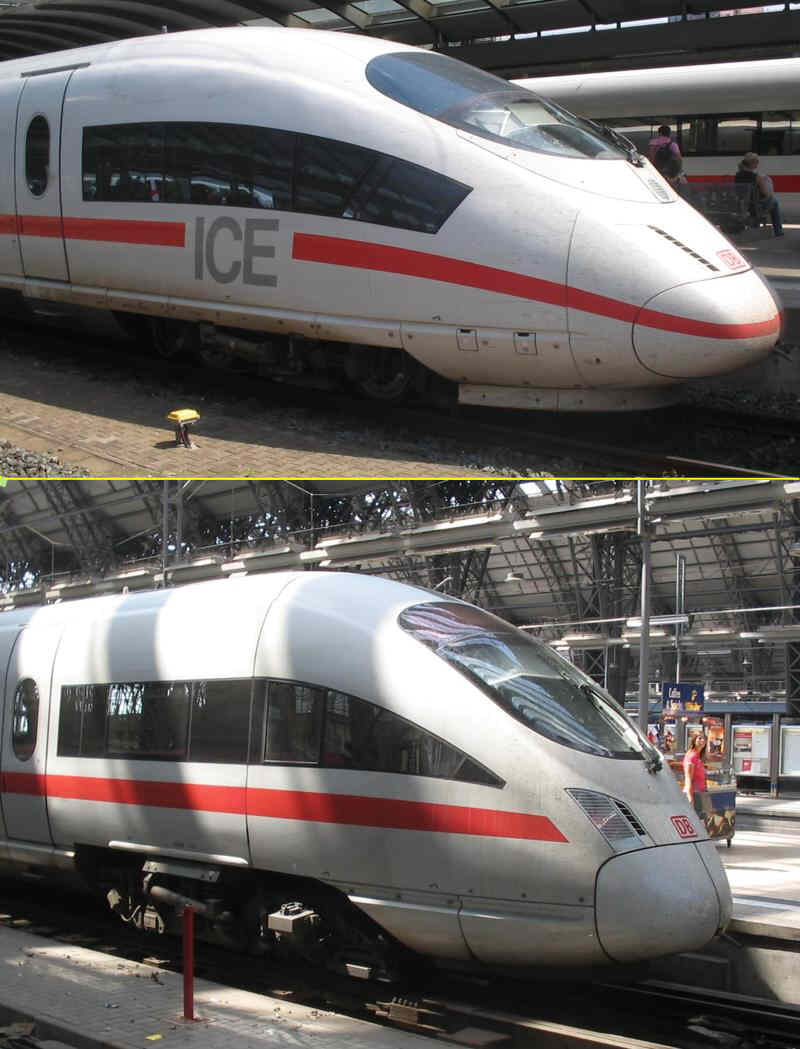
Designvergleich: ICE 3 (oben) und ICE T (unten)

Das Design der Triebzüge ging aus den Ergebnissen eines Design-Wettbewerbs zum ICE T hervor, wobei die Entwürfe einfach an den ICE 3 anzupassen sein sollten. Die Designbüros Pininfarina (bei Turin), Designworks (Los Angeles) und Neumeister (München) wurden von der Deutschen Bahn im Herbst 1994 eingeladen, binnen fünf Wochen einen Designentwurf vorzulegen. Die Deutsche Waggonbau AG (Görlitz) sowie ein weiteres Designbüro beteiligten sich aus eigener Initiative an dem Verfahren. Neben einer präzisen Designstudie sollte dabei ein Innenraummodell im Maßstab 1:10 entwickelt werden.
Die DB betonte in einem Briefing gegenüber den eingeladenen Designern im September 1994, die neuen Fahrzeuge sollten „den technischen Fortschritt und die Existenz einer neuen Fahrzeuggeneration sichtbar machen“. Es sei „zwingend notwendig, den Fahrzeugen eine zukunftsweisende Gestalt zu geben. Sie müssen die heutigen nationalen und internationalen Standards übertreffen, denn der Einsatzschwerpunkt dieser Züge liegt im 3. Jahrtausend.“ Die Designer erhielten im Vergleich zu früheren ICE-Generationen einen reduzierten Katalog von Rahmenvorgaben (damit weitgehend freie Hand für die Gestaltung), nachdem die DB erkannt hatte, dass sie sich im Wettbewerb der Verkehrsträger stärker an den Bedürfnissen der Kunden orientieren und ihre Alleinstellungsmerkmale auch im Design klarer herausarbeiten müsste. Ihre Entwürfe wurden nach einer internen Beurteilung durch die DB und die Industrie Anfang Dezember 1994 dem Vorstand der Deutschen Bahn zur Entscheidung vorgelegt.
Den Zuschlag zur Gestaltung beider Triebzug-Baureihen erhielt ein Team um Alexander Neumeister. Der Führerstand und das Fahrgast-Informationssystem (Siemens Design & Messe) sowie (auf Wunsch der DB) die Sitze (Designworks) wurden von anderen Unternehmen gestaltet. Das Bordrestaurant wurde ursprünglich durch Siemens Design entworfen. Nachdem deren Vorschlag beim Vorstand der DB AG nicht akzeptiert worden war, entwickelte das Neumeister-Team in kurzer Zeit einen neuen Entwurf.
Die Designkonzeption der Züge erfolgte parallel zu der der ICE 3. Die Sitze der ICE T entsprachen – mit geringfügigen Änderungen – weitgehend denen der ICE 2. Dabei wurde im ersten Halbjahr 1995 der Wettbewerbsentwurf weiter ausgearbeitet und verfeinert. Nach der Fertigstellung der Grundrisse und Designelemente wurden zwei Zwei-Meter-Modelle von Außenform und einem Innenraum-Segment im Maßstab 1:20 erstellt und präsentiert. Im Anschluss folgte über einen Zeitraum von drei Monaten der Bau von mehreren Millionen DM teuren Modellen in Originalgröße (Mock-ups). Die (nicht rollfähigen) Modelle eines End- und eines Mittelwagens wurden in einer Werkhalle von Siemens Nixdorf in Poing gebaut und zusammen mit dem Modell eines ICE 3 im Dezember 1995 an einem Bahnsteig ausgestellt und dem Bahnvorstand präsentiert. Nach der Klärung von mehr als einhundert Details, Wartungs- und Fertigungsfragen sowie Versuchen wurde die Detail- und Fertigungsplanung erstellt. Die Mock-ups standen fast ein Jahr in der Werkshalle bei München und wurden dabei unter anderem zu Kundenbefragungen genutzt.

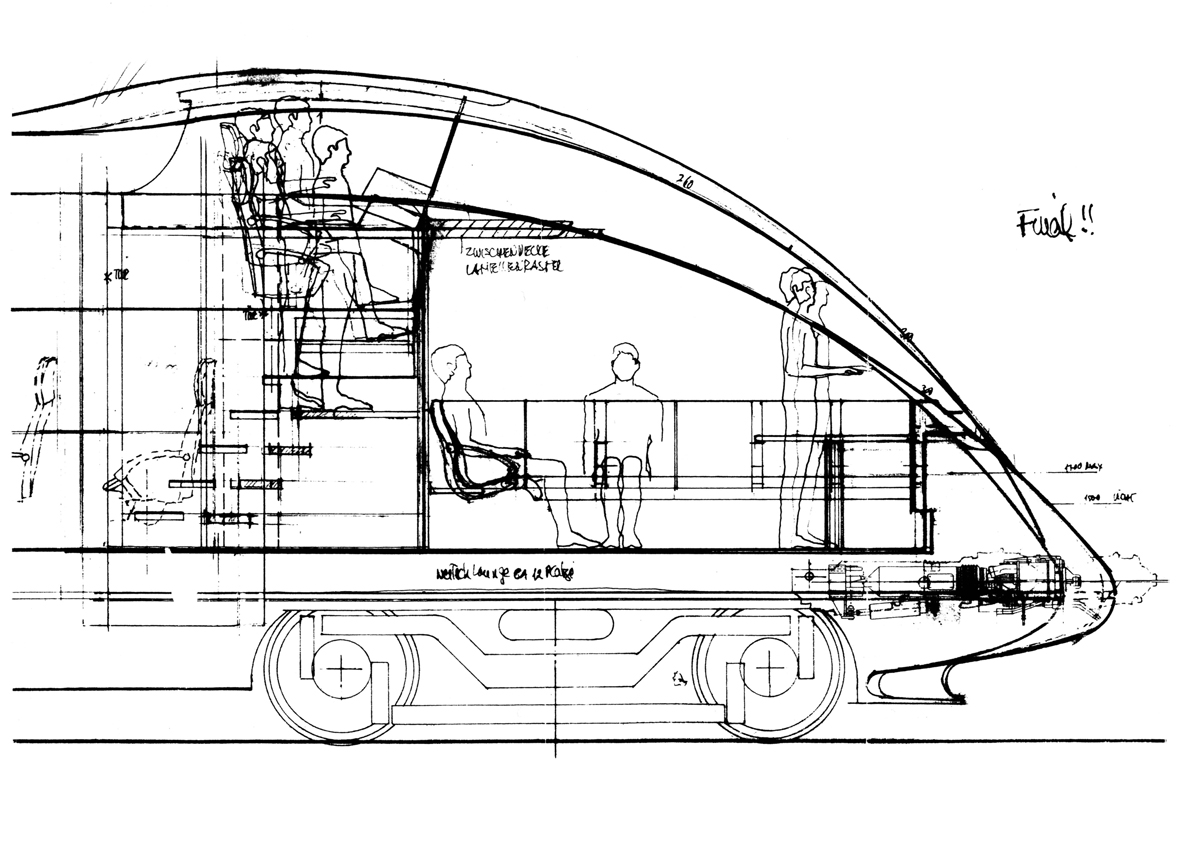
Erster Entwurf für die Lounge des ICE T

Zu den realisierten, für ICE T und ICE 3 charakteristischen Designelementen im Innenraum zählen unter anderem gewölbte, sandgestrahlte, halbtransparente, gläserne Gepäckablagen, zahlreiche Verkleidungen aus Buchenholz und die Verwendung von Chrom, Stein und Leder. Eine weitere Neuigkeit war die Umgestaltung des Dienstabteils zur Rezeption bzw. (ServicePoint), an der das Zugpersonal Fahrgästen an einer Theke weiterhelfen soll. An Informationsterminals, die auch Werbeinformationen zeigten, konnten Reisende Fahrplanauskünfte drucken. Diese Terminals wurden später wieder ausgebaut.
Ursprünglich war geplant, die Züge ausschließlich mit Großraumbereichen auszustatten; im Laufe der Designentwicklung wurde durch die DB der Einbau von Abteilen in der ersten Klasse gefordert. Ein geplantes Lounge-Konzept mit erhöhtem Führerstand wurde nicht realisiert. Ebenfalls nicht umgesetzt wurden Pläne, die Zahl der freien Sitzplätze im Speisewagen anzuzeigen.

## Technischer Aufbau

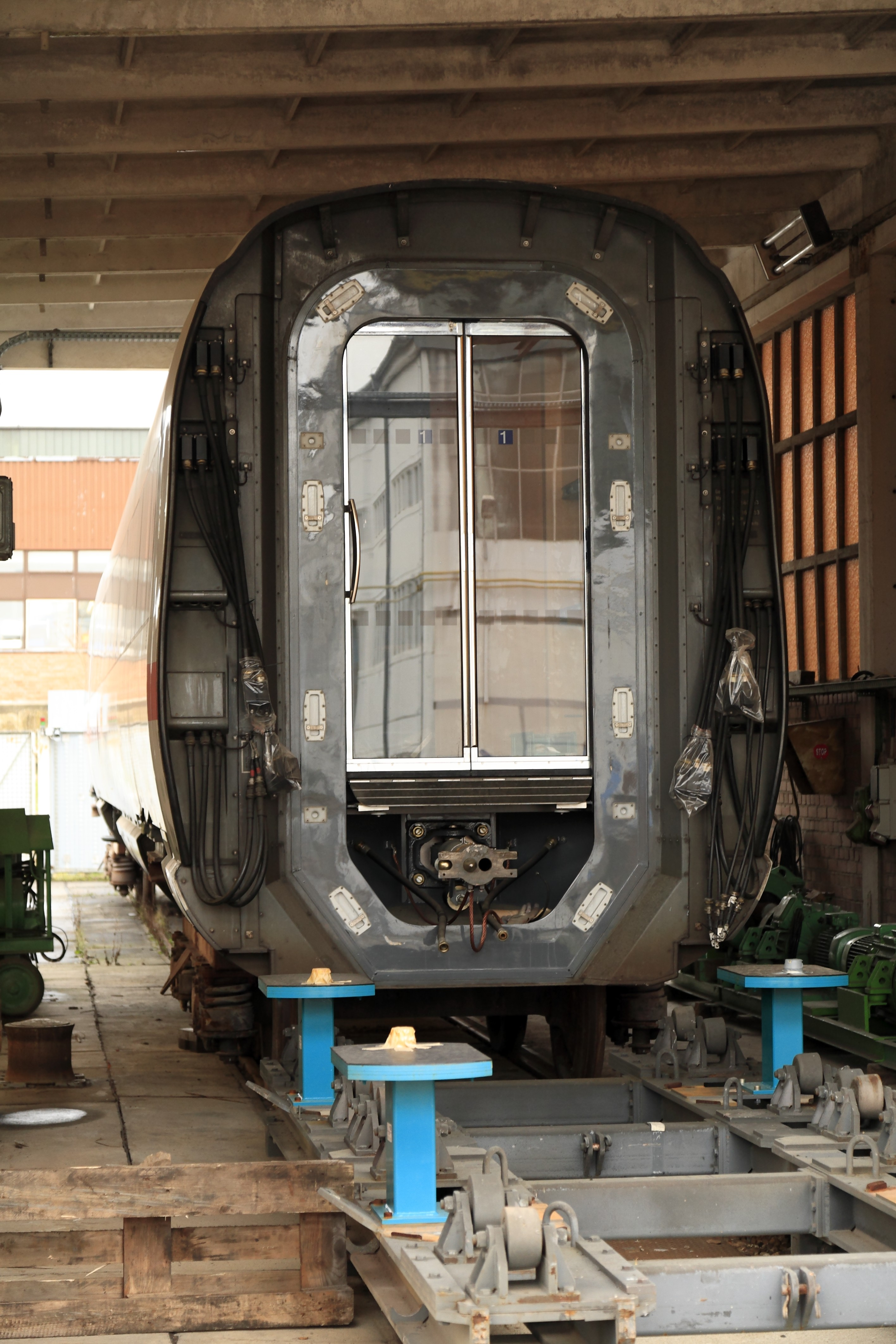
Übergangsende eines Endwagens mit getrennter Steifkupplung

Die Züge wurden aus Modulen konzipiert, die sich zu Triebzügen von fünf bis neun Wagen Länge zusammensetzen lassen.
Ein „Halbzug“ von drei Wagen wird dabei als Basismodul bezeichnet. Er besteht aus einem nicht angetriebenen Endwagen mit Führerstand, welcher – im Gegensatz zum ICE 3 – als Trafowagen bezeichnet wird, da er die Hochspannungsausrüstung mit Stromabnehmer, Hauptschalter und Transformator enthält. Darauf folgt ein angetriebener Stromrichterwagen mit Stromrichtern und zwei Fahrmotoren sowie ein weiterer angetriebener Fahrmotorwagen mit ebenfalls zwei Fahrmotoren. Bei den angetriebenen Wagen werden jeweils die inneren Achsen 2 und 3 über Kardanwellen von je einem unter dem Wagenboden aufgehängten Fahrmotor angetrieben.
Die Grundlage für die herstellbaren Triebzüge bilden immer zwei Basismodule, die jeweils eine Traktionseinheit bilden. Bei fünfteiligen Triebzügen, die unter der Baureihe 415 geführt werden, wird bei einem der beiden Basismodule der Fahrmotorwagen ausgelassen. Sechsteilige Triebzüge, die genau aus zwei Basismodulen bestehen, waren zunächst auch vorgesehen, wurden jedoch nur in der Anfangszeit vereinzelt eingesetzt. Bei den Einheiten der Baureihe 411 läuft zwischen den zwei Modulen ein antriebsloser Mittelwagen. Bei den nie realisierten achtteiligen und neunteiligen Zügen wären es zwei bis drei zwischen die Basismodule eingereihte Wagen gewesen, deren Konzepte sich gegenwärtig nicht mehr genauer erschließen lassen.
Die einzelnen Wagen werden mit in der Werkstatt trennbaren Steifkupplungen, die zusammen mit den Druckluftverbindungen innerhalb des Faltenbalges liegen, verbunden. Die Aufnahme der Steifkupplung im Bodenrahmen ist identisch mit derjenigen einer Scharfenbergkupplung. Um die Wagen gefahrlos kuppeln zu können, sind die Kupplungen mit einem Zentrierdorn versehen, der in eine Öffnung der gegenüberliegenden Kupplung passt. Die elektrischen Verbindungen liegen auf beiden Seiten neben dem Wagenübergang, die Steuerstromverbindungen werden durch steckbare Kabel erstellt. Über die gesamte Länge eines Triebzuges erstreckt sich eine Hochspannungs-Dachleitung, sodass beide Trafowagen von nur einem Stromabnehmer versorgt werden können.
In der Praxis wurden, wie bereits oben beschrieben, fünfteilige Triebzüge (Baureihe 415) und siebenteilige Triebzüge (Baureihe 411) produziert. Längere Einheiten können durch Kupplung mehrerer Triebzüge erreicht werden, im Regelbetrieb sind Doppeltraktionen aus zwei Einheiten möglich, wobei die Baureihen 411 und 415 untereinander kuppelbar sind.
Die maximale Wagenkastenneigung liegt bei acht Grad. Um die Fahrzeugbegrenzungslinie bei Neigungen zur Seite nicht zu verletzen, ist der ICE T schmaler als ICE-Züge ohne Neigetechnik.
Folgende Tabelle gibt eine Übersicht über den Aufbau der ICE-T-Triebzüge:
| Ordnungsnummer              | [x8]    | [x7]    | [x6]    | [x5] | [x4]    | [x3]    | [x2]    | [x1]    |
| --------------------------- | ------- | ------- | ------- | ---- | ------- | ------- | ------- | ------- |
| Baureihe 411 (sieben Wagen) | 5 411.0 | 5 411.1 | 5 411.2 | –    | 5 411.8 | 5 411.7 | 5 411.6 | 5 411.5 |
| Baureihe 411 (sechs Wagen)* | 5 411.0 | 5 411.1 | 5 411.2 | –    | –       | 5 411.7 | 5 411.6 | 5 411.5 |
| Baureihe 415 (fünf Wagen)   | 5 415.0 | 5 415.1 | –       | –    | –       | 5 415.7 | 5 415.6 | 5 415.5 |

Wie auch beim ICE 3 sind die Triebzüge achsensymmetrisch aufgebaut.
Baureihe 411:
- Wagen 1 (5 411.0): Trafowagen der ersten Klasse mit Führerstand (Steuerwagen) und Stromabnehmer
- Wagen 2 (5 411.1): Stromrichterwagen der ersten Klasse
- Wagen 3 (5 411.2): Fahrmotorwagen mit Bordrestaurant
- Wagen 4 (5 411.8): Mittelwagen zweiter Klasse*
- Wagen 5 (5 411.7): Fahrmotorwagen der zweiten Klasse
- Wagen 6 (5 411.6): Stromrichterwagen der zweiten Klasse
- Wagen 7 (5 411.5): Trafowagen der zweiten Klasse mit Führerstand (Steuerwagen) und Stromabnehmer

* Mittelwagen fehlt bei der Sechswagenvariante, diese war nicht planmäßig vorgesehen, aber bei der ersten Bauserie technisch möglich und zu Anfang bei Wagenmangel auch im Betrieb genutzt. Bei der technisch möglichen Achtwagenvariante wurde ein weiterer Mittelwagen zweiter Klasse eingestellt.
Baureihe 415:
- Wagen 1 (5 415.0): Trafowagen der ersten Klasse mit Führerstand (Steuerwagen) und Stromabnehmer
- Wagen 2 (5 415.1): Stromrichterwagen mit Bordbistro
- Wagen 3 (5 415.7): Fahrmotorwagen der zweiten Klasse
- Wagen 4 (5 415.6): Stromrichterwagen der zweiten Klasse
- Wagen 5 (5 415.5): Trafowagen der zweiten Klasse mit Führerstand (Steuerwagen) und Stromabnehmer

Anmerkung: Hervorgehobene Wagen sind angetrieben mit jeweils zwei von vier Achsen.
Bei der Baureihe 411 bilden die Wagen 1 bis 4 (erstes Basismodul + Mittelwagen) sowie die Wagen 5 bis 7 (zweites Basismodul) jeweils eine Traktionseinheit. Bei der Baureihe 415 sind es die Wagen 1 bis 3 (erstes Basismodul) sowie die Wagen 4 bis 5 (zweites Basismodul ohne eigenen Fahrmotorwagen).

## Ausstattung

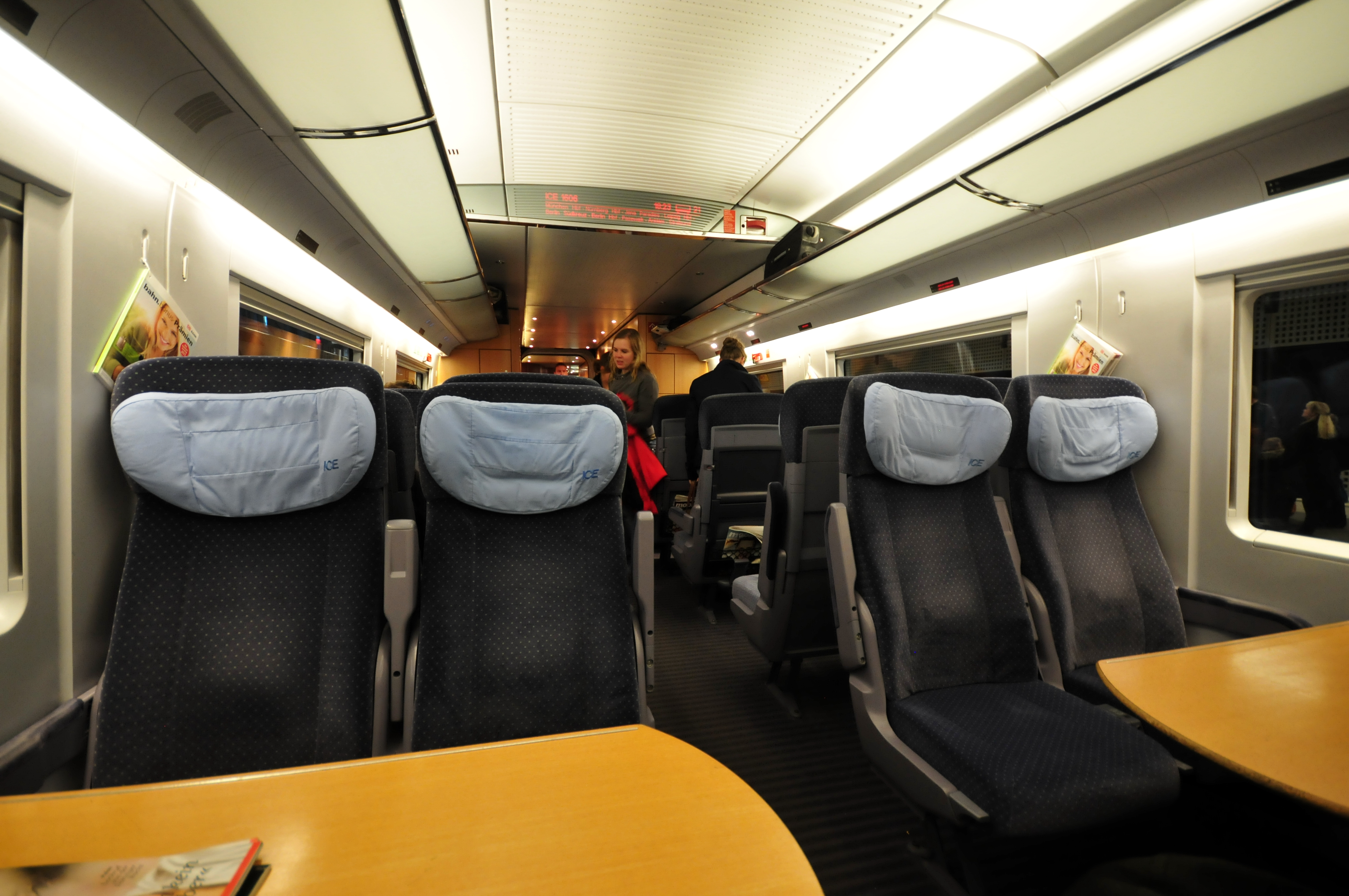
Großraumbereich der zweiten Klasse

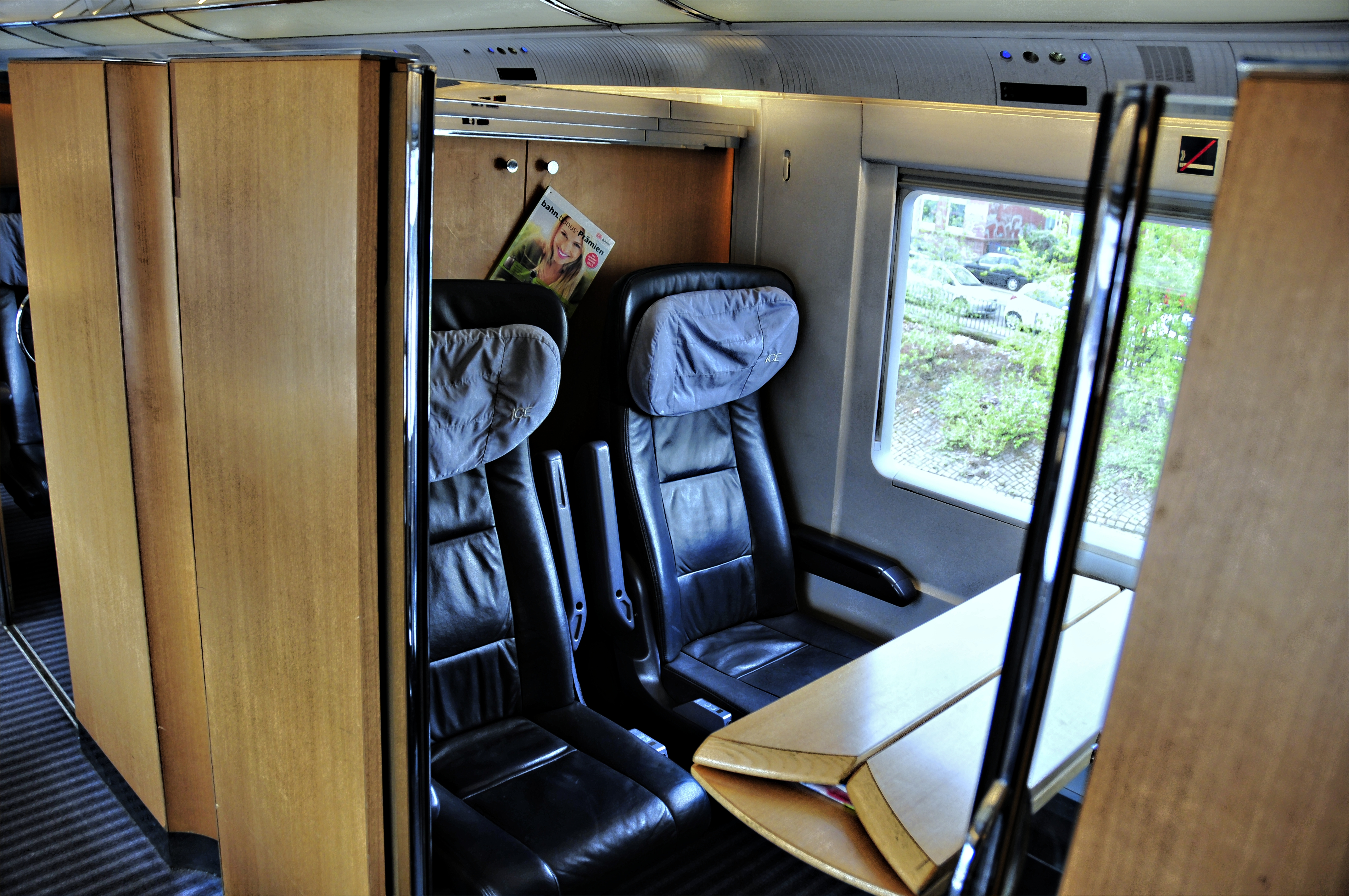
„Abteil“ in der ersten Klasse

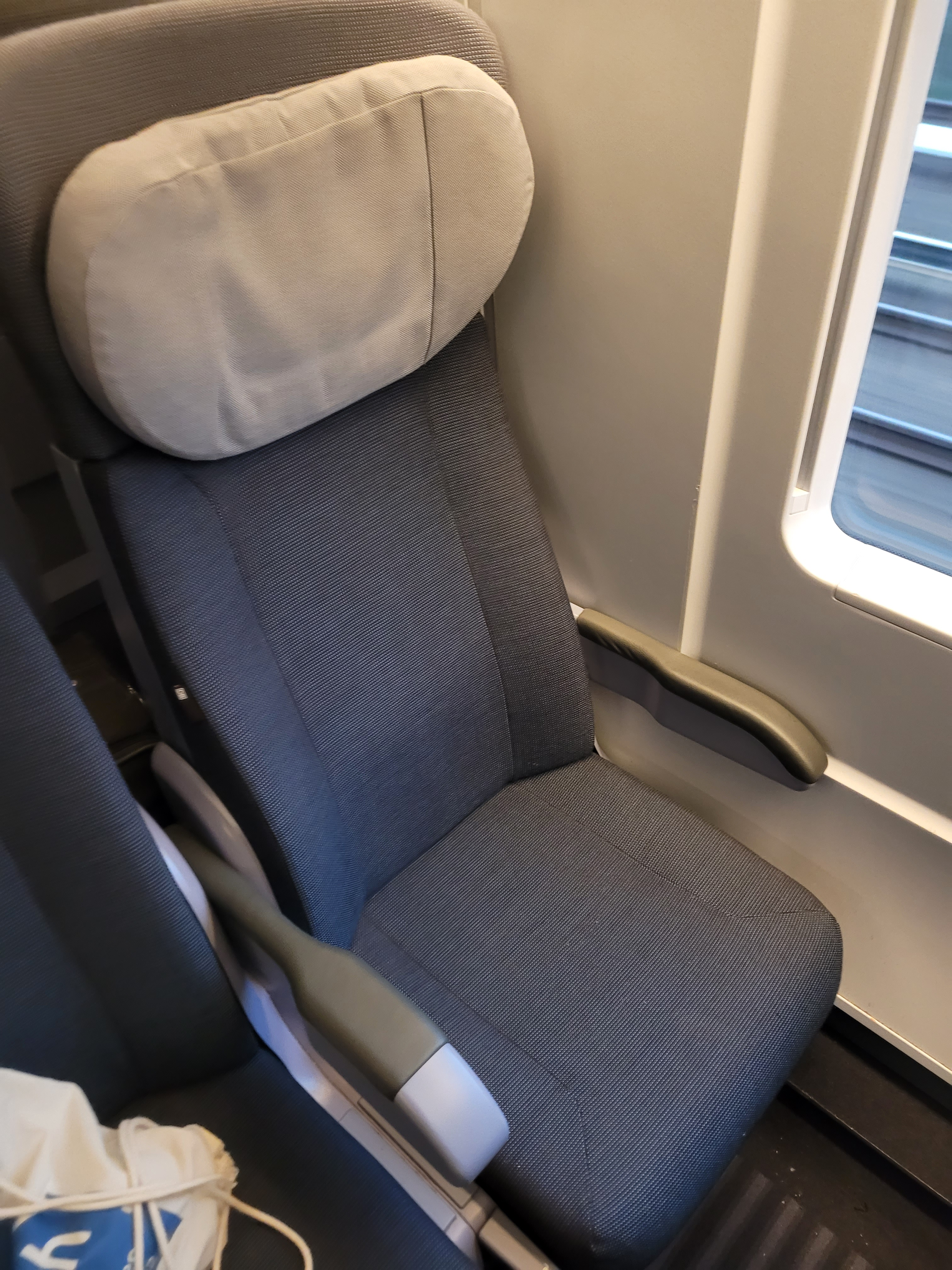
Neues Design der Sitze der zweiten Klasse

Neben den Lounges an beiden Endwagen ist der sogenannte Dritteleinstieg – etwa ein Drittel der Wagenlänge vom Wagenübergang entfernte Einstiegstüren, die Großraum- und Funktionsbereiche (Gepäckablagen, Toiletten u. a.) trennen, auf der anderen Seite am Wagenende – eine markante Besonderheit der Züge. Ein Wagen mit Restaurant wird bei sechs oder mehr, ein Bistro bei fünf und weniger Wagen eingereiht. Darüber hinaus wurde neben einem Mutter-Kind-Abteil ein Mehrzweckabteil für Fahrräder oder Ski vorgesehen. Das Innen- und Außendesign hebt sich deutlich von der Gestaltung der Anfang und Mitte der 1990er Jahre in Dienst gestellten ICE 1 und ICE 2 ab. Mit dem durchgehenden verspiegelten Fensterband sowie der charakteristischen Lackierung (roter Streifen auf weißem Grund) blieben die maßgeblichen Designelemente der ICE-Familie jedoch erhalten.
Mit Ausnahme zweier Halbabteile im Endwagen der ersten Klasse – je vier Sitzplätze sind durch eine Wand bis Schulterhöhe vom umgebenden Großraum getrennt – sowie des Mutter-Kind-Abteils gibt es nur Großraum-Sitzplätze.
In den fünfteiligen Einheiten sowie in den siebenteiligen der ersten Bauserie stand ein Audiosystem an nahezu allen Plätzen sowie ein Videosystem an allen Reihensitzen der ersten Klasse zur Verfügung. Von sechs über ein in den Sitzplatz integriertes Modul wählbaren Audiokanälen wurden drei über CD-Player sowie drei über UKW-Radios im Zugbegleiterabteil gespeist; zwei weitere Kanäle standen für den Videoempfang zur Verfügung. Diese Ausstattung entfiel bei der zweiten Bauserie ersatzlos, sie wurde inzwischen auch bei den Wagen der ersten Bauserie ausgebaut.

### Fahrrad-Mitnahmemöglichkeit

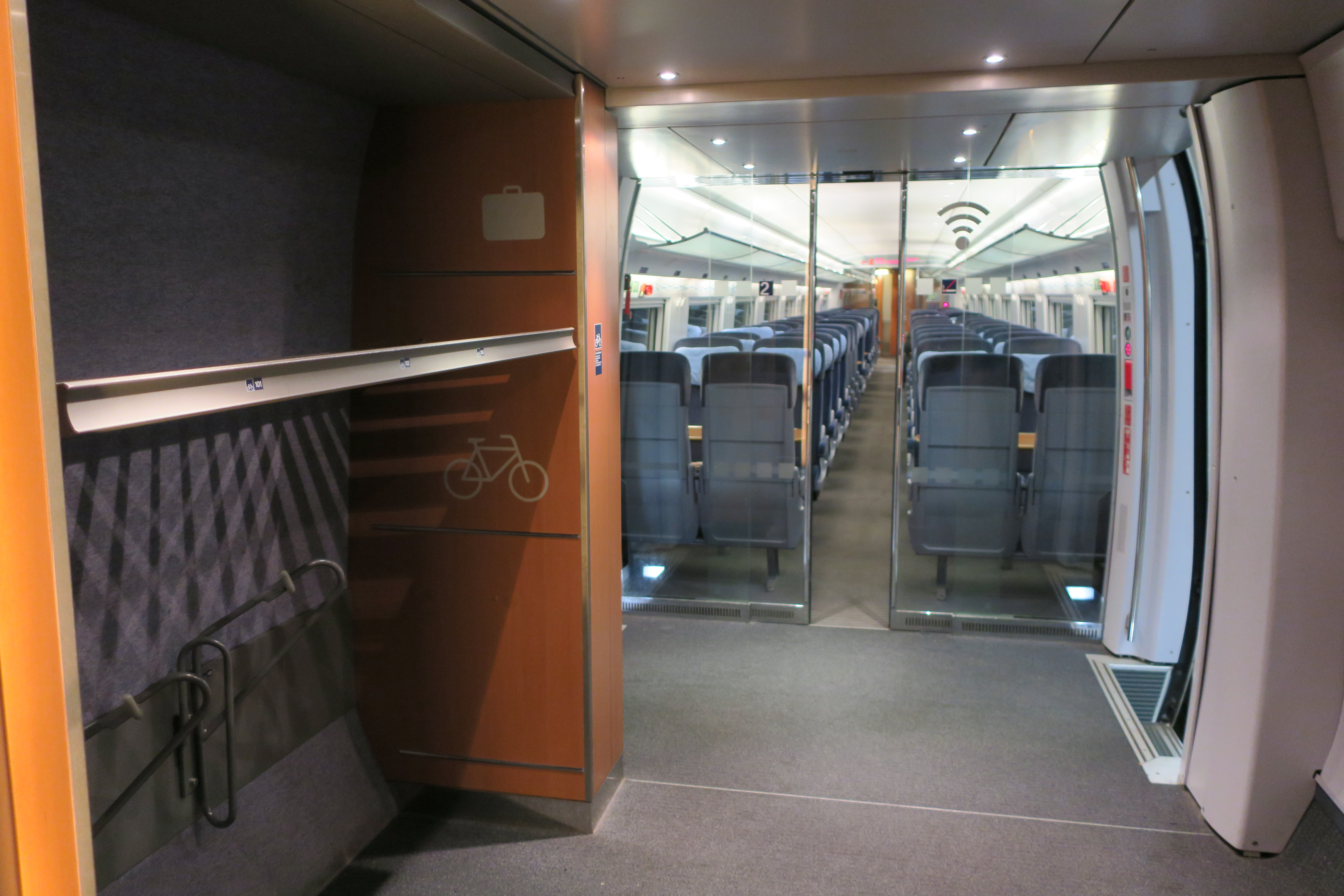
Fahrradabteil eines ICE T seit 2018

Eine Besonderheit in der ICE-Flotte ist der sogenannte Quick-Change-Bereich in den Endwagen zweiter Klasse der fünfteiligen ICE T sowie der siebenteiligen der ersten Bauserie. Dabei konnten je acht Sitzplätze (zwei Sitzreihen) durch Fahrrad- bzw. Skiständer ersetzt werden. Im Extremfall hätten die Sitzplätze im gesamten Großraumbereich ausgebaut und durch 39 Fahrrad-Stellplätze ersetzt werden können. Je entfallener Sitzgruppe (acht Sitzplätze) würden dabei drei Klappsitze an der den Fahrradständern gegenüberliegenden Seitenwand eingebaut. Bei vollständigem Umbau des Großraumbereichs wären die Klappsitze entfallen. Auch die dieselelektrischen ICE-TD-Züge verfügten über einen solchen Bereich. Diese vorbereitenden Maßnahmen stammten aus der Zeit, als noch geplant war, die ICE-T-Züge als Intercity verkehren zu lassen.
In der Praxis wurde die Möglichkeit nur bei den Triebzügen 1580 bis 1584, die auf der Strecke Stuttgart–Zürich zum Einsatz kamen, genutzt. Dies geschah unter anderem auch auf den speziellen Wunsch der Schweizerischen Bundesbahnen (SBB) hin. Vom 30. Mai 1999 (erster planmäßiger Einsatztag der ICE-T-Züge in Deutschland) bis zum 14. Dezember 2002 (Fahrplanwechsel) konnten in den Endwagen der zweiten Klasse dabei jeweils acht Fahrräder (verteilt auf vier Doppelständer) transportiert werden. Außerdem war die Fahrradmitnahme damals auch in einem ICE-Zugpaar auf der Strecke Stuttgart–München möglich, welches ebenfalls mit einem der fünf fahrradtauglichen ICE-T5-Züge gefahren wurde. Diese Zugleistung war umlaufbedingt, sie diente der regelmäßigen Überführung der von und nach Zürich eingesetzten Triebwageneinheiten in das damals einzige ICE-T-Heimatbetriebswerk München. Erst kurz vor der Vorstellung des Zuges am 15. April 1999 in Stuttgart wurden auf Wunsch von Johannes Ludewig Fahrradständer eingebaut.
Die ICE-Fahrradmitnahme war im deutschen Binnenverkehr und im grenzüberschreitenden Verkehr in die Schweiz reservierungspflichtig (Streckenabschnitt Stuttgart–Schaffhausen), innerhalb der Schweiz konnten Fahrräder im Rahmen der vorhandenen Kapazitäten jedoch auch ohne Reservierung mitgenommen werden (Streckenabschnitt Schaffhausen–Zürich). Die acht angebotenen Fahrradstellplätze gingen zu Lasten von 15 Sitzplätzen (Anordnung: 4 + 4 + 4 + 3), zur Kompensation standen jedoch gegenüber den vier Fahrradständern zusätzlich sechs (nicht reservierbare) Klappsitze zur Verfügung. Von der Möglichkeit, im Winter sechs der acht Fahrrad-Stellplätze durch zwei reguläre Vierer-Sitzgruppen zu ersetzen („quick change“), wurde jedoch in der Praxis in keinem der dreieinhalb in Frage kommenden Winter (1999/2000, 2000/2001, 2001/2002 und bis Mitte Dezember 2002) Gebrauch gemacht.
Dies war der einzige Fall zwischen der Einführung des ICE-Systems im Jahr 1991 und dem Fahrplanwechsel im Jahr 2017, bei dem unverpackte Fahrräder im ICE mitgenommen werden konnten. Aufgrund (nach Bahnangaben) mangelnder Wirtschaftlichkeit wurden die Fahrradständer in den fünf schweiztauglichen ICE-T5-Zügen nach dem Fahrplanwechsel im Dezember 2002 wieder ausgebaut und durch reguläre Sitzplätze ersetzt.
2018 begann der Einbau von drei Fahrradstellplätzen in die siebenteiligen ICE-T-Triebzüge, der bis April 2019 abgeschlossen war. Dafür genutzt wurden die Mittelwagen 411.8 durch Umbau eines Gepäckregals, bei dem der untere Regalboden entfiel.

### Redesign
Bis Dezember 2015 wurden die 31 Siebenteiler der ersten Bauserie und die Fünfteiler im Rahmen eines „Redesigns“ im Nürnberger Werk der DB Fahrzeuginstandhaltung modernisiert. Unter anderem erhielten die Triebzüge eine neue Außenlackierung, neue Teppichböden und Sitzpolster Darüber erfolgte die Ausrüstung mit ETCS und Hotspots. Daneben war eine Reihe von Maßnahmen zur Verbesserung der Zuverlässigkeit geplant. Unter anderem soll zusätzliche Dichtmasse das Eindringen von Feuchtigkeit verhindern. Die Endwagen der ersten Klasse wurden an die Endwagen der zweiten Bauserie angepasst. Dabei wurden unter anderem die Garderoben in der Wagenmitte und die Türen der Halbabteile entfernt.
Im Oktober 2013 fand dazu im Ausbesserungswerk Nürnberg die Probezerlegung eines Triebzuges statt, um Umfang und Kosten dieser Maßnahme zu ermitteln. Anfang Dezember 2013 wurde der erste modernisierte Triebzug (1129) vorgestellt. In zwei Erprobungswagen dieses Triebzugs sollten Sonderausstattungen getestet werden, die unter Umständen beim späteren Redesign der ICE-3-Flotte einfließen.
Dazu zählen eine neugestaltete Bordgastronomie, ein Lichtkonzept auf LED-Basis und neue Waschtische. Laut DB-Angaben sollen Reaktionen und Bewertungen der Fahrgäste mit darüber entscheiden, wie die Fernzüge der Zukunft aussehen und welche Funktionen in den ICE 3 realisiert werden sollen.
Im Dezember 2013 begann in Nürnberg der Serienumbau mit zwei Zügen. Erster umgebauter Serienzug war Triebzug 1109 Güstrow. Die Umrüstung dauerte je Zug sechs bis acht Wochen. Die Kosten des Redesigns betrugen insgesamt 30 Millionen Euro.
Die zweite Serie sollte nach dem Umbau der ICE 3 ab 2019[veraltet] erneuert werden.
Alle 70 Triebzüge der Baureihen 411 und 415 bekommen bis 2021 eine technische Optimierung in den Bereichen Antrieb, Energie und Abdichtung. Sämtliche Arbeiten, z. B. Tausch der Schütze, werden von der MSG Maschinenbau und Service in Ammendorf durchgeführt.
Im Dezember 2021 wurde die Aufarbeitung von Sitzen sowie die Beschaffung neuer Tische für die ICE T ausgeschrieben.

## Technik
Die angetriebenen Mittelwagen verfügen jeweils über zwei angetriebene Achsen, und zwar jeweils die innenliegende eines Drehgestells. Jede Achse wird von einem vierpoligen, fremdbelüfteten Drehstrom-Asynchronmotor mit Kurzschlussläufer angetrieben. Die Motoren sind in Längsrichtung unterhalb des Wagenbodens aufgehängt. Die Kraftübertragung auf die Treibachsen erfolgt mittels Kardan-Gelenkwellen mit Kegelradgetriebe. Stromrichter- und Fahrmotorwagen sind über eine Drehstromsammelschiene miteinander verbunden; die beiden Stromrichterwagen darüber hinaus mit einer Hochspannungsdachleitung, sodass ein gehobener Stromabnehmer genügt.

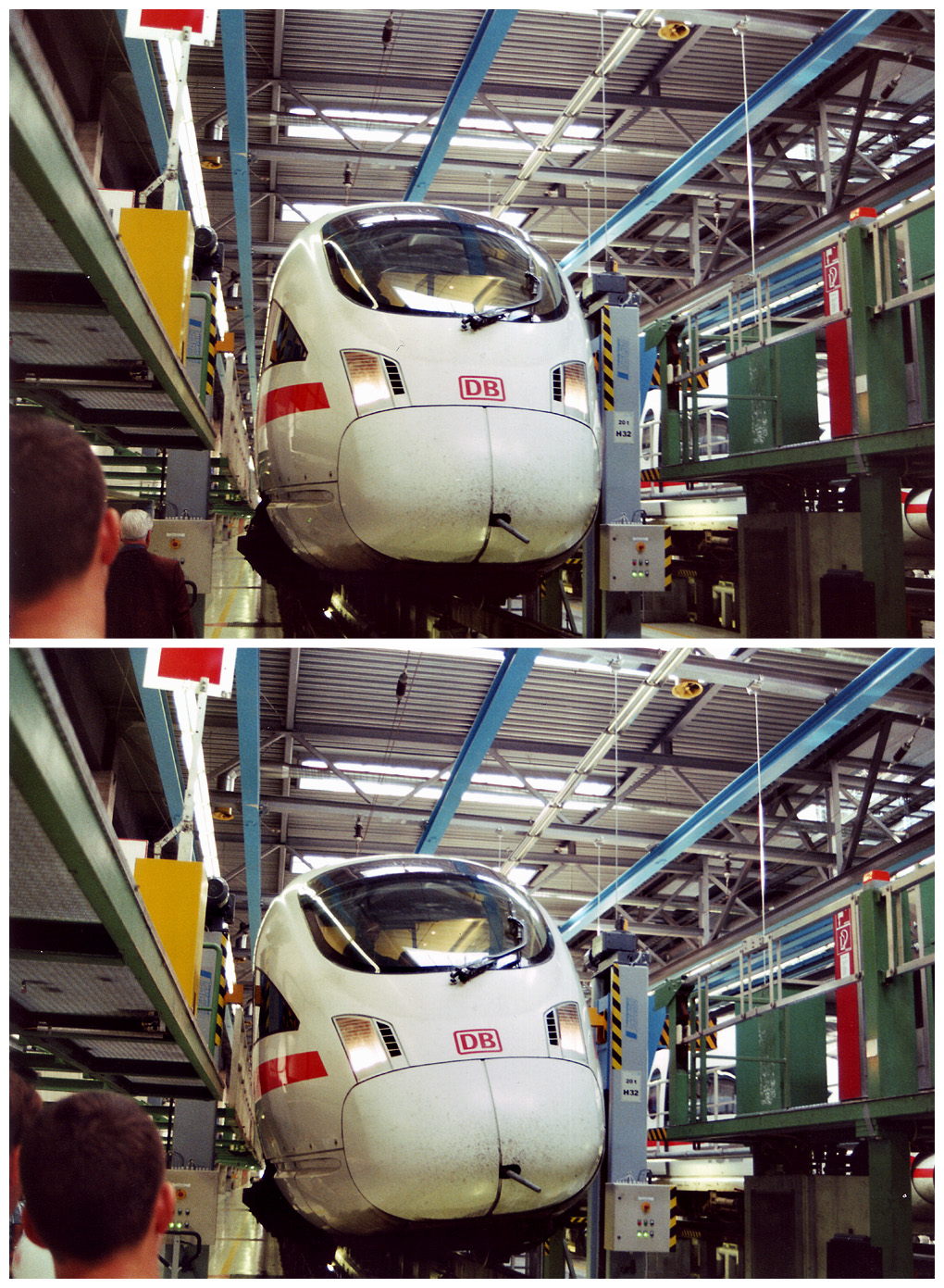
Vergleich zwischen nicht geneigtem (oben) und geneigtem (unten) Wagenkasten (Demonstration im Stand)

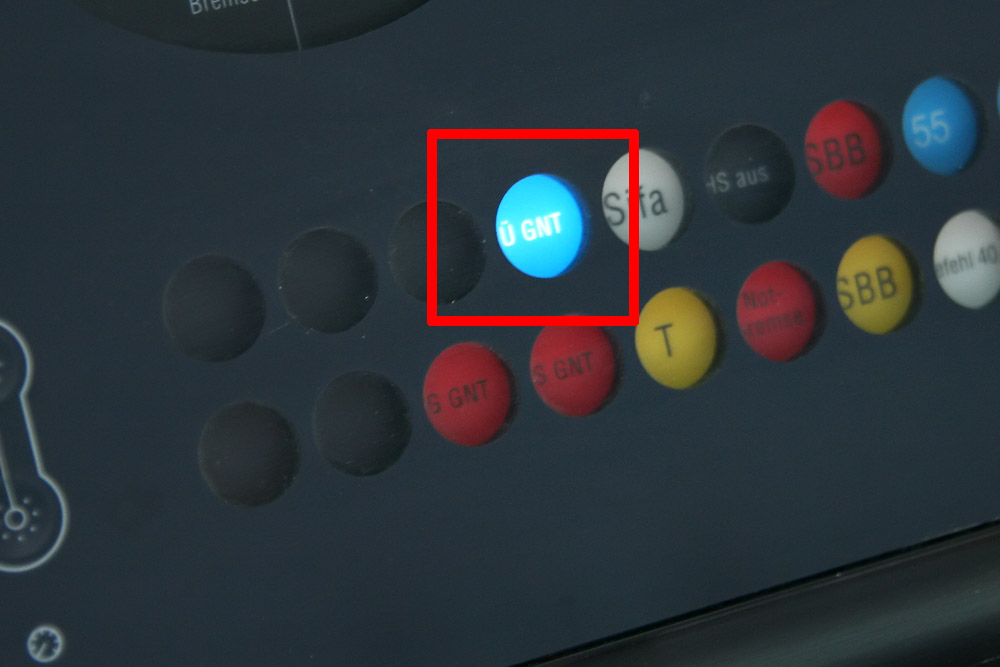
Der Leuchtmelder Ü GNT (im MFA20 von Deuta) signalisiert die laufende Geschwindigkeitsüberwachung Neigetechnik.

Trieb- und Laufdrehgestelle sind gleicher Bauart, tragen alle Komponenten der aktiven Neigetechnik und entsprechen denen der ETR-460- und ETR-470-Züge. Die Neigetechnik wird über redundante Sensoren, deren Signale über Rechner in jedem Wagen verarbeitet werden, gesteuert. Diese Rechner steuern Hydraulikzylinder an, die den Wagenkasten neigen. Als Sensoren zum Einsatz kommen in den beiden Endwagen je zwei Kreisel im vorderen Drehgestell sowie vier Querbeschleunigungsmesser in beiden Drehgestellen. In jedem Wagen wurden je Wagenrechner, Beschleunigungsmesser – die auch Überschreitungen der Höchstgrenzen der Querbeschleunigung erfassen – und zwei Winkelgeber installiert. Die Wagenrechner sind über einen redundanten Bus miteinander verbunden. Die Drehgestelle sind mit einer aktiven, vom Wagenrechner gesteuerten Querfederung ausgerüstet, die den Wagenkasten beim Befahren von Kurven zentriert. Eine Komfortneigung bis zu vier Grad wirkt sich zwar auf den allgemeinen Fahrkomfort aus, ermöglicht jedoch noch kein bogenschnelles Fahren. Die für letzteres notwendige Neigung von bis zu 8 Grad ist nur unter Einsatz der Geschwindigkeitsüberwachung Neigetechnik (GNT) vorgesehen, bzw. zugelassen. Über dieses, auf der punktförmigen Zugbeeinflussung aufbauende System erfolgt dann die Überwachung der Neigetechnik-Fahrten, einschließlich der zugelassenen Höchstgeschwindigkeiten.
Die Züge verfügen über elektromotorische Bremsen (an allen angetriebenen Achsen), Scheibenbremsen (je drei Wellenbremsscheiben aus Sphäroguss an nicht angetriebenen, je zwei an angetriebenen Radsätzen) und Magnetschienenbremsen. Die Bremssteuerung nutzt vorrangig die dynamische Bremse und schaltet erst in höheren Bremsstufen Druckluftbremsen zu. Federspeicherbremsen dienen als Feststellbremsen. Auch zum Anhalten wird die Druckluftbremse zugeschaltet.
Eine Einheit verfügt über je zwei Stromabnehmer. Die Stromabnehmer liegen am Kurzkuppelende der Steuerwagen, stützen sich über den Wagenkasten auf dem Drehgestell ab und folgen dadurch nicht der Wagenkastenneigung. Wegen des Platzbedarfs dieser Abstützung und weiterer Ausrüstungsteile gibt es an diesem Wagenende an Stelle von Sitzplätzen nur einen Mittelgang zwischen Ausrüstungsschränken und vor dem Wagenübergang ein Gepäckregal. Aufgrund der abweichenden Fahrleitungsgeometrie wegen der in diesem Bereich in der Schweiz eingeschränkten Fahrzeugumgrenzung verfügen die in die Schweiz verkehrenden Züge über je einen Stromabnehmer für Deutschland und Österreich (mit einer Palettenbreite von 1950 mm) und die Schweiz (1450 mm).
Umrichter im Transformatorwagen von 2×250 kVA Leistung speisen die Zugsammelschiene mit einer Spannung von 670 V. Fallen beide Umrichter in einer Hälfte des Zuges aus, werden die Sammelschienen zwischen benachbarten Traktionseinheiten durchgekuppelt. Wagenbeleuchtung, Tür- und Bremssteuerung, das Fahrgastinformationssystem sowie Antriebs- und Zugsteuergeräte werden aus einer 110-V-Batteriesammelschiene versorgt. Ein Batterieladegerät wandelt 670 V auf 110 V, versorgt die Sammelschiene und lädt gleichzeitig die Batterien.
Das Leitsystem der Züge baut auf dem Train Communication Network auf, das von der International Electronical Commission 1995 als Normentwurf vorgelegt wurde. Die Bussysteme sind redundant ausgeführt. Als übergeordnetes System übernehmen je zwei Zentrale Steuergeräte (ZSGs) in den beiden Endwagen die Steuerung und Überwachung der beiden Traktionseinheiten. Diagnosemeldungen werden von diesen Geräten erfasst und dem Zugpersonal zugeleitet.
Das Fahrgastinformationssystem wird aus einer Zentrale im Zugbegleiterabteil gesteuert. Zur Kommunikation wurde eine zugweite Lautsprecheranlage, schnurlose Telefone sowie Notsprechstellen (bei Ausfall der Zentrale) für das Zugbegleitpersonal eingerichtet. Zur optischen Kommunikationen stehen Anzeigen an allen Einstiegsbereichen (innen und außen) sowie LED-Anzeigen im Deckenbereich an beiden Enden der Großraumbereiche jedes Wagens zur Verfügung. Während außen bei Halten der Zuglauf eingeblendet wird, wird innen zeitweilig die aktuelle Fahrgeschwindigkeit eingeblendet, an den Großanzeigen am Wagenende darüber hinaus zwei- bis dreizeilige Werbetexte. Ein elektronisches Reservierungssystem mit LED-Displays an jedem Platz informiert über Reservierungen.
Die öffentliche Kommunikation, zu der auch ein Faxgerät im Zugbegleiterabteil gehörte, wurde anfangs über das C-Netz, später über GSM-Netze abgewickelt. In jedem Zug stehen Wagen mit Handyverstärkern (D- und E-Netze) zur Verfügung. Im Bereich der ersten Klasse gibt es Serviceruf-Tasten. Terminals zur Fahrplaninformation waren in der ersten Bauserie vorhanden, wurden aber mittlerweile wieder außer Betrieb genommen.
Die Trittstufen wurden für Bahnsteighöhen von 76 und 55 Zentimeter optimiert.
Die Klimaanlage der Züge (gestützt auf das Kältemittel R 134a) ist druckgeschützt und bläst Luft im Bereich der Decke, des Fußbodens und im Fensterbereich aus. Die Temperaturvorwahl erfolgt über das Zugbegleiterabteil; die Lounges, das Mutter-Kind-Abteil und das Zugbegleiterabteil verfügen über eine eigene Nachregelung.
Die Endwagen sind 27 450 Millimeter lang, die Mittelwagen 25 900 Millimeter. Der Achsstand der Drehgestelle liegt bei 2700 Millimeter. Gegenüber den ICE 3 wurde mit Blick auf das bogenschnelle Fahren die zulässige Radsatzlast von 17 auf 16 Tonnen gesenkt. Aus Massegründen wurden die Transformatoren und Stromabnehmer in die Endwagen eingebaut.
Nachdem die Ausrüstung der ICE-T-Flotte mit ETCS im August 2009 europaweit ausgeschrieben worden war, wurde der Auftrag im Dezember 2010 vergeben. Der Auftrag, der auch die ETCS-Ausrüstung von 50 ICE 3 umfasst, beläuft sich auf 60 Millionen Euro. Drei Hersteller hatten letztlich alle technischen und kommerziellen Anforderungen erfüllt. Ein Teil der Fahrzeuge der zweiten Bauserie (17 Triebzüge) wurde für den Betrieb auf der Österreichischen Westbahn und der Unterinntalbahn bis Ende 2012 entsprechend ausgerüstet. Die übrigen Züge erhielten die Ausrüstung bis zur Inbetriebnahme der Schnellfahrstrecke Erfurt–Leipzig/Halle im Dezember 2015. Zur Ausrüstung zählen ETCS-Schränke, -Rechner und deren elektrische Anbindung, Geschwindigkeitsgeber (Radsensoren und Radar), GPS- und GSM-R-Datenfunkantennen, Sende- und Empfangsantennen für ETCS-Daten (Balisen) in den Endwagen sowie der Ersatz der Modularen Führerraumanzeige (MFA) durch ein Driver-Machine-Interface (DMI). Für den Einsatz der in Deutschland zunächst ausgeschlossenen ETCS-Level-2-Funktion war nach TEIV eine erneuerte Inbetriebnahmegenehmigung durch die Aufsichtsbehörde erforderlich. Als Option wurde eine nachträgliche Veröffentlichung der verwendeten Software unter der Open-Source-Lizenz EUPL nachgefragt (openETCS). Eine aktualisierte Version der Fahrzeugsoftware (nach ETCS Baseline 3) sollte 2016 ausgeliefert werden. Die Hochrüstung zur Baseline 3 Maintenance Release 1 soll ab 2023 erfolgen. Durch ein Softwareupdate ist es seit 2022 möglich, mit eingeschalteter GNT durch mit ETCS ausgerüstete Bereiche zu fahren. Dies hatte zuvor zu Zwangsbremsungen geführt, da die GNT in ETCS-Bereichen interpretierte, ohne Zugbeeinflussungssystem zu fahren.
In der frühen Entwicklungsphase wurde überlegt, die Züge mit sogenannten Übergangsköpfen auszurüsten, die einen Wechsel von Fahrgästen zwischen den Zugteilen während der Fahrt ermöglicht hätten.

### Probleme mit den Radsatzwellen
Bei einer Routineuntersuchung im ICE-Werk München wurde am 9. August 2008 am Wagen 411 163 ein zwei Millimeter tiefer Anriss an einer Treibradsatzwelle festgestellt. Die betroffene Radsatzwelle wurde darauf ausgebaut und in Kassel weiter untersucht. Am 6. Oktober 2008 wurde der Riss aktenkundig. Die Deutsche Bahn informierte nach eigenen Angaben am 14. Oktober das Eisenbahn-Bundesamt und das Herstellerkonsortium. Das Eisenbahn-Bundesamt ordnete daraufhin eine Verkürzung der Untersuchungsintervalle an. Die Folge waren zahlreiche Zugausfälle; viele Züge fuhren verkürzt. Seit dem 23. Oktober 2008 durften die Triebzüge darüber hinaus nur noch mit abgeschalteter Neigetechnik verkehren.
Mit Wirkung zum 25. Oktober 2008 wurde von der Deutschen Bahn der Großteil der ICE-T-Flotte abgestellt. Dadurch kam es zu zahlreichen Zugausfällen, Ersatzzügen und Fahrzeitverlängerungen. Als Grund gab das Unternehmen fehlende Garantien der Hersteller zur Haltbarkeit der Radsatzwellen an, da das verkürzte Prüfintervall für die Bahn als Dauerzustand nicht hinnehmbar sei. Das Eisenbahn-Bundesamt ordnete zum 1. November 2008 die weitere Herabsetzung des Untersuchungsintervalls auf 45 000 Kilometer an. Die nunmehr ungefähr alle drei Wochen notwendige Überprüfung der Radsatzwellen nimmt je Triebzug etwa 16 Stunden in Anspruch. Bei den Überprüfungen wurde eine weitere auffällige Welle entdeckt.
Der damalige Bahnchef Hartmut Mehdorn forderte die Hersteller mehrfach zu verbindlichen Aussagen zu den notwendigen Untersuchungsintervallen der Radsatzwellen auf. Da die Züge bis zur Behebung der Wellenprobleme nur mit ausgeschalteter Neigetechnik eingesetzt werden durften, wurden die dadurch verlängerten Reisezeiten im Winterfahrplan 2008/2009 kurzfristig berücksichtigt. Anfang 2009 waren insgesamt rund 40 ICE-T-Züge aufgrund fehlender Ultraschalluntersuchungen abgestellt, darunter alle Züge der Baureihe 415. Zu den vermuteten Ursachen zählen die beim bogenschnellen Fahren wirkenden Kräfte und Materialermüdung.
Die betroffenen Radsatzwellen bestehen aus der Stahllegierung 30NiCrMoV12, einem ähnlichen Material wie bei dem im Juli 2008 in Köln entgleisten ICE 3. Nach Angaben von Siemens habe Alstom für die Baureihen 411 und 415 alle Drehgestelle geliefert. Die Radsatzwellen seien von Lucchini produziert worden. Die Lieferung der Drehgestelle durch Alstom sei auf ausdrücklichen Wunsch der Deutschen Bahn erfolgt, da man auf deren langjährige und europaweite Erfahrung im Hochgeschwindigkeitsverkehr vertraut habe.
Die Deutsche Bahn erachtete (Stand: Februar 2009) einen Austausch aller Radsatzwellen für notwendig. Die Industrie sei aus Sicht des Unternehmens aufgefordert, sich darum zu kümmern. Bei einem Komplett-Austausch der Radsatzwellen wurde mit Kosten in Höhe von etwa zehn Millionen Euro gerechnet. Die Lieferzeit für neue Wellen läge bei etwa sechs Monaten, wobei der Einbau über etwa ein bis eineinhalb Jahre erfolgen könnte.
Die Bahn reagierte auf die verkürzten Untersuchungsintervalle mit der Beschaffung zusätzlicher Ultraschall-Prüfanlagen. Anfang Januar 2010 sprach das Unternehmen davon, mit elf zusätzlichen Ultraschallanlagen, 135 zusätzlichen Mitarbeitern und dem neuen ICE-Werk Leipzig die für den Kunden spürbaren Einschränkungen weitgehend reduziert zu haben.
Der Radsatzwellenhersteller gehört inzwischen zum Alstom-Konzern. Im Februar 2010 gab die Bahn bekannt, sich mit Alstom auf einen Austausch aller 1872 Radsätze für 67 Triebzüge geeinigt zu haben, der Austausch sollte Ende 2011 beginnen. Über die Konditionen, insbesondere wer die Kosten für die Umrüstung der Flotte zu tragen habe, wurde Stillschweigen vereinbart. Durch die neuen Radsätze sollten sowohl ein Fahren mit Neigetechnik als auch eine Erweiterung der Prüfintervalle ermöglicht werden. Die Umrüstung sollte (Stand: Oktober 2010) im Jahr 2014 abgeschlossen werden.
Nachdem es binnen eineinhalb Jahren zu vier Achsrissen gekommen war, verkürzte das Eisenbahn-Bundesamt per Bescheid vom 16. März 2010 das Prüfintervall von 30 000 auf 21 000 Kilometer. Die Verminderung stützt sich auf Gutachter, die diese vier Fälle eingehend untersucht hatten. Für Züge, die auf der besonders bogenreichen Strecke nach Zürich zum Einsatz kamen, wurde das Intervall von 20 000 auf 14 000 Kilometer reduziert. Die Deutsche Bahn rechnete im März 2013 nicht mit einer kurz- oder mittelfristigen technischen Lösung. Die Entwicklung, Erprobung und Zulassung der neuen Achsen war Anfang 2013 noch nicht abgeschlossen und wurde frühestens Ende 2013 erwartet. Die Umrüstung würde dann bis in das Jahr 2016 erfolgen. Ende 2013 hatte das Zulassungsverfahren noch nicht begonnen. Die Umrüstung wurde im Herbst 2016 begonnen und sollte bis 2019 abgeschlossen werden. Im Juni 2017 war ein Viertel der fast 1900 Wellen getauscht. Der bogenschnelle Betrieb wird auf den Achsen Frankfurt–Würzburg–Nürnberg–Passau, Frankfurt–Eisenach, Nürnberg–Augsburg sowie zwischen Leipzig und Dresden wieder aufgenommen. Mit Ausnahme der Achse Frankfurt–Passau, wo eine ab Dezember 2017 um zehn Minuten kürzere Fahrzeit bessere Fahrlagen in Österreich bewirken soll, dient das bogenschnelle Fahren einzig der Pünktlichkeitsverbesserung.
Für die neuen Wellen wurde der Stahl 25 CrMo 4 (EA4T) gewählt. Bahnchef Rüdiger Grube bezifferte den Schaden der Bahn durch die Probleme an den Radsatzwellen dieser und anderer betroffener Baureihen im Juni 2009 auf 250 Millionen Euro.

## Baureihe 411

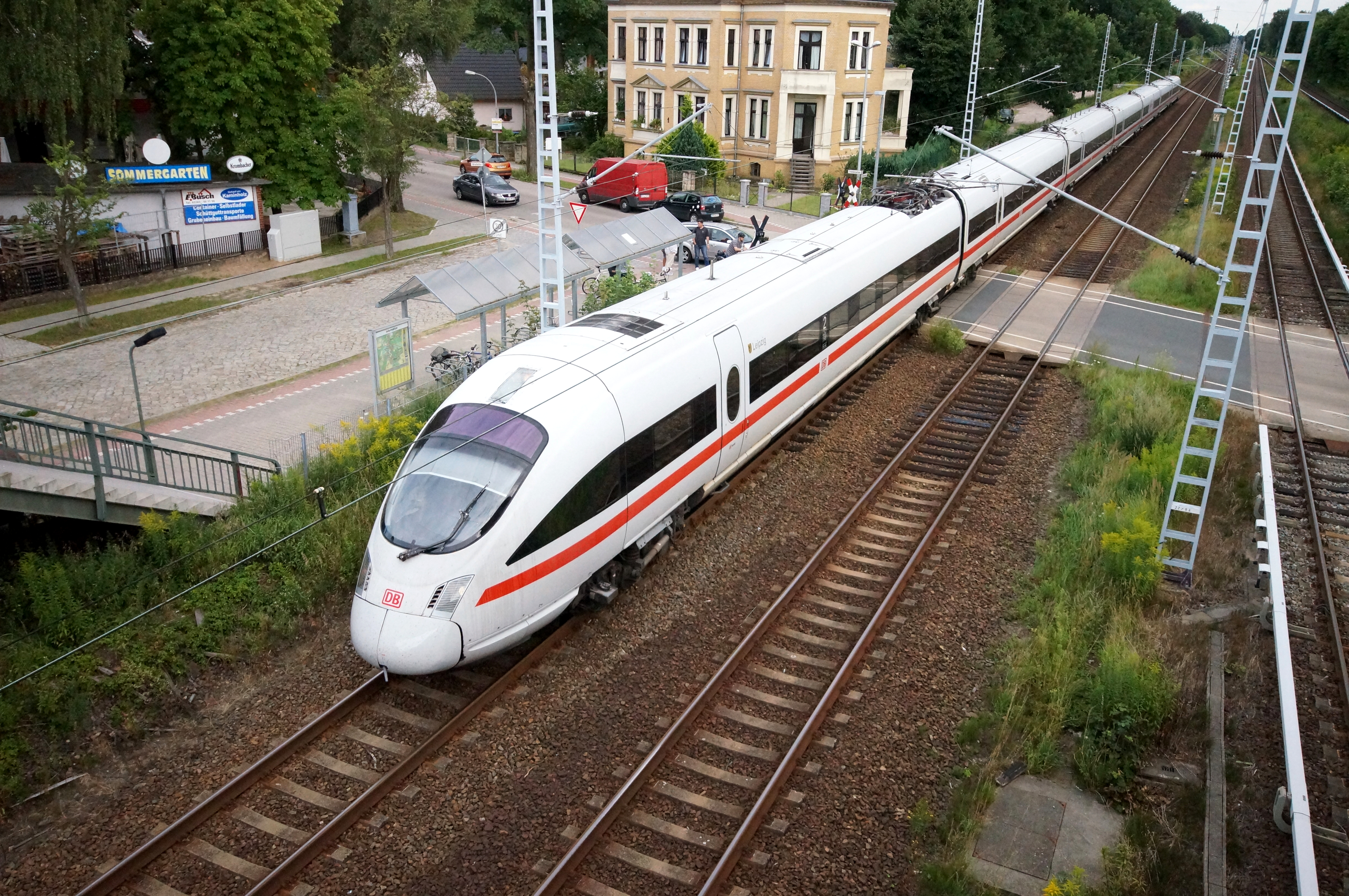
Die Dachpartie der ersten Bauserie (Tz 1126)

Die siebenteiligen Züge bestehen aus jeweils zwei Antriebseinheiten (Basismodulen) zu je drei Wagen, die durch einen zusätzlichen Mittelwagen verbunden sind.
Die beiden dreiteiligen Basismodule sind technisch identisch aufgebaut – nur die Inneneinrichtung (erste bzw. zweite Klasse u. a.) weicht voneinander ab. Der Mittelwagen kann aus dem Zugverband entfernt werden, um einen sechsteiligen Zug zu schaffen. Dies kam in der Vergangenheit bei Defekten an den Mittelwagen vor. Prinzipiell könnte auch ein zweiter Mittelwagen eingereiht werden, dies wurde aber in der Praxis noch nie genutzt. Nach einer technischen Änderung der Triebzüge der ersten Bauserie ist ein einfaches Aussetzen ebendieses Mittelwagens nicht mehr ohne Weiteres möglich.
Die Reihenbezeichnung 411 sollten ursprünglich die Triebköpfe des in den späten 1980er und frühen 1990er Jahren konzipierten ICE-M verkehren, der nicht umgesetzt wurde.

### Aufbau

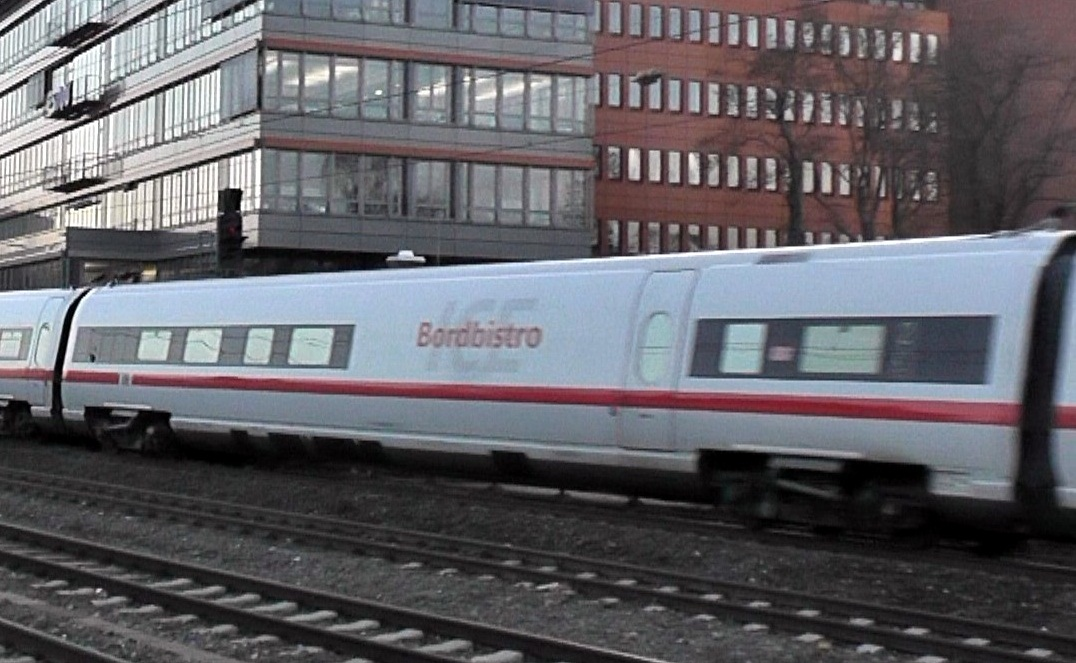
Das BordBistro eines fünfteiligen ICE T in Erlangen

Der ursprüngliche Aufbau der Züge gliedert sich in folgende sieben Wagen:
- Wagen 411.0: Trafowagen der ersten Klasse mit Führerstand, Lounge (sechs Sitzplätze) und Großraumbereich (35 Sitzplätze, 19,0 Meter Länge), eine Großgepäckablage. Fünf Sitzplätze am Wagenübergang waren als Raucherbereich ausgewiesen, im Großraumbereich wurden zwei Abteile mit halbhohen Trennwänden eingebaut, die jeweils vier Sitzplätze aufnehmen.
- Wagen 411.1: Stromrichterwagen mit 12 Sitzplätzen der ersten und 47 Sitzplätzen der zweiten Klasse, durch Glasscheibe getrennt, zwei Toiletten an den Wagenenden. Unter dem Wagen befinden sich Stromrichter und zwei Fahrmotoren.[17]
- Wagen 411.2: Fahrmotorwagen mit Bordrestaurant, 24 Sitzplätzen und Stehtischen. Unter dem Wagen befinden sich Stromrichter und zwei Fahrmotoren.
- Wagen 411.8: Mittelwagen mit 64 Sitzplätzen der zweiten Klasse im Großraumbereich, Großgepäckablage in der Wagenmitte sowie zwei Toiletten am Wagenende.
- Wagen 411.7: Fahrmotorwagen mit 62 Sitzplätzen der zweiten Klasse im Großraumbereich, Zugbegleiterabteil. Unter dem Wagen befinden sich Stromrichter und zwei Fahrmotoren.
- Wagen 411.6: Stromrichterwagen mit 62 Sitzplätzen der zweiten Klasse im Großraumbereich. Rollstuhlstellplatz, zwei Toiletten, davon eine barrierefrei, auf bis zu drei Rollstuhlplätze umrüstbar. Unter dem Wagen befinden sich Stromrichter und zwei Fahrmotoren.
- Wagen 411.5: Endwagen mit 63 Sitzplätzen der zweiten Klasse, davon 55 Plätze in einem Großraumbereich, 16 Raucherplätze durch eine Glaswand getrennt, acht Plätze davon befinden sich in der Lounge hinter dem Führerstand. Der Großraumbereich wurde als für Fahrradtransport umrüstbarer Quick-Change-Bereich konzipiert, es gibt eine Großgepäckablage.

Die Endwagen verfügen jeweils über Stromabnehmer, Hochspannungsausrüstung und Haupttransformator.

### Inbetriebnahme der ersten Bauserie
Der erste siebenteilige Zug wurde am 26. März 1999 im Prüfzentrum Wildenrath vorgestellt (andere Quelle: 27. Mai 1998 in Wegberg-Wildenrath). Auch auf den weltgrößten Tourismusmesse, der ITB, wurde ein ICE T unter dem Motto „Die Bahn und mehr“ Anfang März 1999 offiziell vorgestellt. Im Frühsommer 1999 stand der erste siebenteilige ICE T für Versuchsfahrten zur Verfügung. Nachdem im Sommer 1999 Versuchsfahrten mit gekuppelten fünf- und siebenteiligen Triebzügen unternommen worden waren, fanden am 9. September 1999 auch Kuppelversuche mit der (technisch möglichen, betrieblich aber nicht vorgesehenen) Konfiguration eines Sechs- und Achtteilers statt.
Anfang 2000 absolvierten verschiedene Siebenteiler im gesamten Bundesgebiet ein Testprogramm. Zum Fahrplanwechsel am 28. Mai 2000 wurde der Betrieb mit den siebenteiligen ICE T auf den Linien Frankfurt–Dresden und Berlin–München aufgenommen. Zahlreiche technische Probleme, insbesondere mit den Kupplungen, führten zu Zugausfällen und Verspätungen von mehr als einer Stunde. Die acht Zugpaare der Dresdner Linie wurden daraufhin ab 9. Juni in Leipzig gebrochen; zwischen Leipzig und Dresden verkehrten Ersatzzüge. Nach mehreren Fahrmotorbränden wurden ab Juli 2000 darüber hinaus die Überstromauslöser durch konventionelle Motorschutzschalter getauscht. Anfang Oktober 2000 waren zehn ICE T5 sowie alle bis auf einen ICE T7 abgenommen.
Am 22. März 2001 war erstmals ein ICE T der Baureihe 411 (Triebzug 1130) zu Probefahrten in der Schweiz unterwegs. Zu dieser Zeit verkehrte er allerdings nur sechsteilige Einheit ohne Wagen 411 830.

### Betriebshistorie der Anfangsjahre (1999 bis 2004)
Ab 19. Dezember 1999 wurden erstmals siebenteilige ICE T auf der ICE-Linie 10A (Berlin – Potsdam – Magdeburg – Braunschweig – Düsseldorf) eingesetzt. Wenigstens drei Triebzüge wurden dafür benötigt. Zum Fahrplanwechsel am 28. Mai 2000 nahmen die Züge zwischen München und Berlin beziehungsweise zwischen Dresden und Frankfurt am Main den Betrieb auf. Sie ersetzten dabei die seit 1992 auf der IC-Linie 8 und IC-Linie 9 verkehrenden, lokbespannten Wendezüge und verkürzten die Fahrzeit um rund 50 Minuten. Zunächst wurden acht Zugpaare mit ICE T bedient, während ein IC-Zugpaar (über Halle) und ein Interregio je Richtung (freitags bzw. sonntags) erhalten blieben. Die neuen Linien erhielten die Bezeichnungen ICE-Linie 28 und 50. Die Linie München – Berlin wurde dabei im Zuge dieser Umstellung auch nach Hamburg verlängert. Bereits ab 30. Januar 2000 wurde das IC-Zugpaar 812/813 (Berlin – München) mit ICE-T-Zügen in einem Vorlaufbetrieb (noch ohne Neigetechnik) bedient. Ab Ende 2000 wurden drei ICE-T-Zugpaare zwischen Frankfurt am Main und Saarbrücken eingesetzt, die Fahrzeit dadurch um zehn Minuten verkürzt. Zum 10. Juni 2001 wurden diese Züge bis Dresden durchgebunden.
Während der Expo 2000 wurden darüber hinaus zwischen Berlin und Hannover ICE T7 als Expo-Express (EXE) eingesetzt.
Zum Fahrplanwechsel ab dem 15. Dezember 2002 ersetzte die Deutsche Bahn auch auf der IC-Linie 51 (Dresden – Leipzig – Weimar – Erfurt – Kassel – Paderborn – Hamm – Dortmund – Duisburg – Düsseldorf – Köln) drei IC-Zugpaare durch ICE T. Im ersten Jahr verkehrten die ICE-T-Züge mit drei Zugpaaren zwischen Düsseldorf über Kassel und Erfurt nach Weimar. Ab dem zweiten Betriebsjahr wurden sie dann nach Dresden verlängert. Diese Zugpaare wurden dann im Laufe der Zeit mehrmals in ihrer Zeitlage verändert und teilweise wieder auf Intercity-Züge umgestellt, bis schließlich im Dezember 2006 das letzte Zugpaar ICE 1758/1759 eingestellt wurde. Auch wurde zu diesem Fahrplanwechsel die Linie 50 über Mannheim nach Saarbrücken verlängert, was aber später wieder rückgängig gemacht wurde und wodurch diese Züge dann zweistündlich bis Wiesbaden verkehrten. Zum Fahrplanwechsel im Dezember 2003 wurde die Linie 50 auf einen Stundentakt verdichtet.

### Auslieferung der zweiten Bauserie

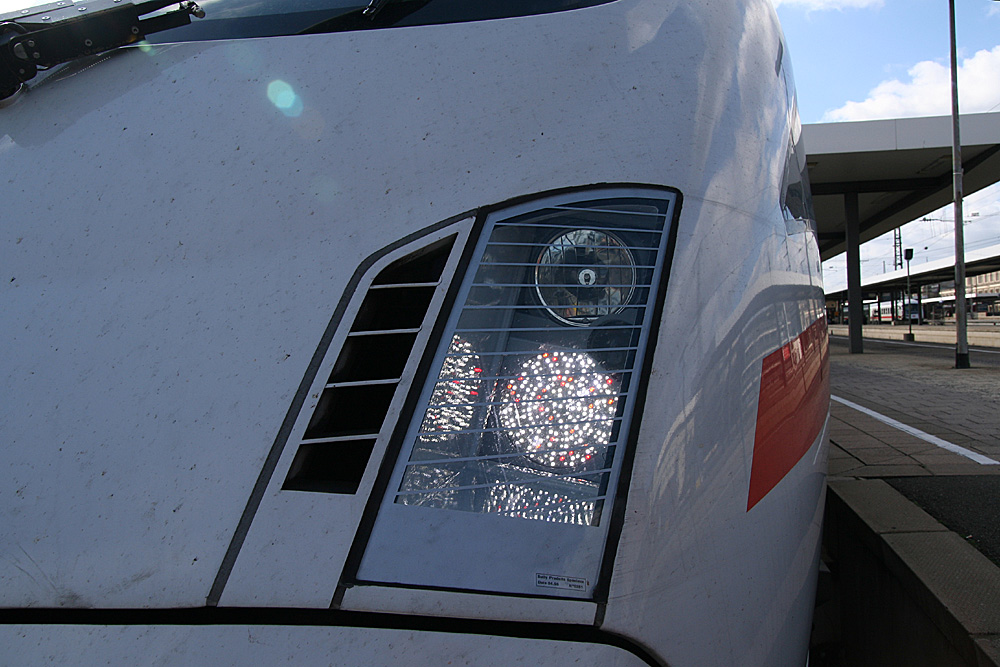
Spitzensignal in LED-Ausführung, wie es bei den ICE T der zweiten Bauserie sowie den österreichtauglichen Einheiten vorhanden ist

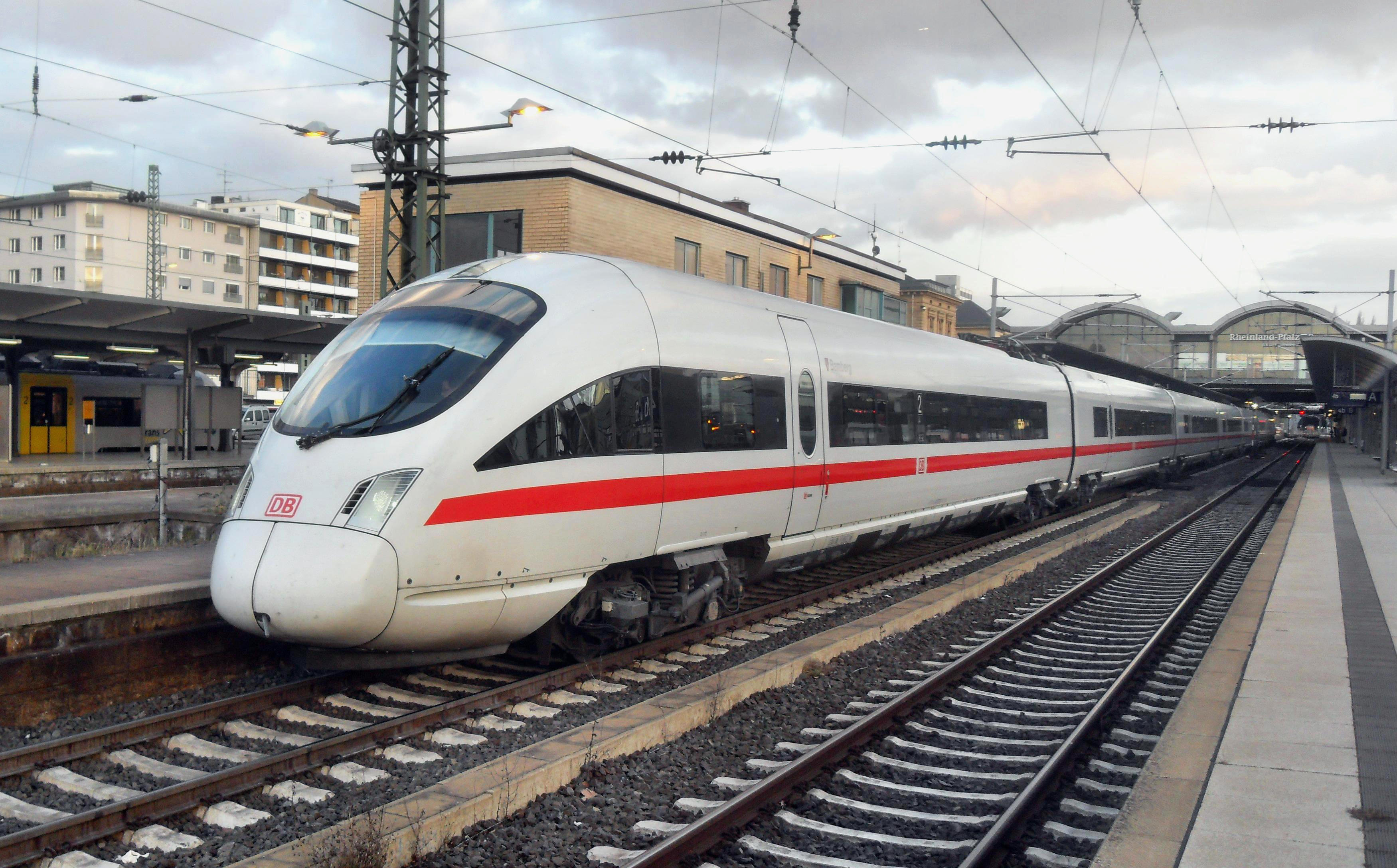
Ein Triebzug der zweiten Bauserie im Bahnhof Mainz Hbf

Am 2. März 2001 bestellte die Deutsche Bahn eine Serie von 28 weiteren ICE-T-Zügen, die bis Ende Februar 2006 geliefert werden sollten. Im Frühjahr 2002 schloss die Deutsche Bahn mit einem Konsortium der Unternehmen Siemens (Konsortialführer), Bombardier und Alstom den entsprechenden Vertrag. Das Auftragsvolumen von rund 420 Millionen Euro entfiel größtenteils auf den Konsortialführer Siemens Transportation Systems (rund 256 Mio. Euro) für die komplette elektrische Ausrüstung sowie die Fertigung von 91 Mittelwagen (am Standort Krefeld-Uerdingen). Bombardier Transportation fertigte am Standort Görlitz alle 56 End- sowie 49 Mittelwagen und war dadurch mit rund 101 Mio. Euro beteiligt. Der Anteil von Alstom, die aus ihrem Werk in Savigliano (Italien) die Drehgestelle und die Komponenten der Neigetechnik lieferte, belief sich auf etwa 63 Mio. Euro. Die Auslieferung der Züge war für den Zeitraum von Juni 2004 bis Februar 2006 vorgesehen. Der Zusammenschluss wurde als ICT2-Konsortium bezeichnet. Insgesamt wurden vier Typen von Mittelwagen produziert.
Die Fertigung wurde 2002 aufgenommen. Im Herbst 2003 waren die ersten Züge in der Endmontage. Die Auslieferung und Abnahme erfolgte ab 2004. Am 8. Dezember 2004 erhielten die ersten sechs Triebzüge eine eingeschränkte Zulassung; aufgrund ausstehender lauftechnischer Untersuchungen wurden sie zunächst für eine Höchstgeschwindigkeit von 200 km/h zugelassen. Am 10. Dezember 2004 wurden die Triebzüge erstmals im Fahrgastbetrieb eingesetzt. Aufgrund der fehlenden Abnahme wurden die Züge von der Deutschen Bahn zunächst vom Herstellerkonsortium gemietet. Der erste Zug der zweiten Serie wurde am 15. September 2005 abgenommen. Zunächst folgte wöchentlich ein weiterer Zug. Am 6. April 2006 wurde der letzte Triebzug abgenommen. Die 28 siebenteiligen Triebzüge erhielten die Triebzugnummern 1151 bis 1178.
Technisch gleichen die Züge bis auf diverse Maßnahmen zur Kostensenkung und Wartungserleichterung denen der ersten siebenteiligen Bauserie. Hinzu kommen Änderungen zur Steigerung der Zuverlässigkeit insbesondere der Neigetechnik. Des Weiteren wurde auf einige Komforteinrichtungen verzichtet; zu den Einsparungen trugen auch Abstriche im Design der Züge bei. So fielen das Video- und Audiosystem und die Fußstützen (in der zweiten Klasse) weg, das Restaurant wurde mit 14 regulären Fahrgastsitzen ausgestattet. Mit 390 Sitzplätzen bieten diese Einheiten neun mehr als die Vorgänger.
Die neuen Triebzüge wurden ursprünglich mit einem Bistro anstelle eines vollwertigen Restaurants ausgeliefert. Das Speisewagenangebot mit Stehtischen und 14 Fahrgastsitzen der zweiten Klasse wurde von Kunden und Mitarbeitern kaum angenommen. Der Vorstand von DB Fernverkehr beschloss daher 2005, die Züge der zweiten Serie entsprechend den Zügen der ersten Serie auf ein vollwertiges Restaurant umzurüsten. Im Sommer 2007 wurde daher der Fahrgastsitz- und Stehbistro-Bereich zunächst im Triebzug 1153 versuchsweise zu einem Speisewagen mit 24 Sitzplätzen (analog der ersten Bauserie) umgebaut. Die übrigen Einheiten folgten ab Anfang 2008. Zum Fahrplanwechsel am 14. Juni 2009 verfügten alle 28 Züge über ein Restaurant. Insgesamt wurden 2,5 Millionen Euro in die Umrüstung investiert.
Die Züge sind mit den Zügen der ersten ICE-T-Generation kuppel- und vielfachsteuerbar. Äußere Erkennungsmerkmale der Züge der zweiten Serie waren das nun lackierte schwarze Fensterband anstatt der Blindfenster der ersten Bauserie sowie die als LEDs ausgeführten Spitzensignale. Allerdings wurden zwischenzeitlich auch Fahrzeuge der ersten Bauserie auf LED-Spitzensignale umgerüstet.

### Einsatz der zweiten Bauserie (seit 2004)
Mit der Auslieferung der zweiten Bauserie siebenteiliger Triebzüge wurde das Angebot stark erweitert.
Ab dem 12. Dezember 2004 wurde die Linie 28 von München bis Berlin auf einen Stundentakt verdichtet. Darüber hinaus wurde diese Linie über die ausgebaute Berlin-Hamburger Bahn nach Hamburg verlängert. Dort erreichen die ICE T ihre zugelassene Höchstgeschwindigkeit von 230 km/h. Zusätzlich wurde in dieser Zeit ein Zugpaar ICE 1740/1741 auf der IC-Linie 55 zwischen Dresden und Hannover in Tagesrandlage eingesetzt. Auch gab es von 2003 bis 2006 mehrere Zugpaare zwischen Berlin und Frankfurt, die über Halle und Erfurt verkehrten und ab/bis Weimar in den Takt der Linie 50 integriert waren.
Ab Fahrplanwechsel im Dezember 2005 wurden vier Züge zwischen Berlin und Hamburg an einigen Wochentagen mit zwei statt vormals einem Zugteil gefahren; gleichzeitig wurden die beiden Zugpaare der Linie Düsseldorf–Magdeburg–Berlin aufgrund geringer Nachfrage auf den Abschnitt Düsseldorf–Magdeburg verkürzt. Zur Fußball-Weltmeisterschaft 2006 übernahmen die siebenteiligen ICE-T-Triebzüge eine Vielzahl von Sonderleistungen im Fernverkehr.
Im Sommer 2006 wurden zwei Zugpaare der Linie 28 über Neustrelitz nach Rostock und Warnemünde verlängert. Gleichzeitig wurde aber diese ICE-T-Linie zweistündlich in Berlin gebrochen und die ICE T endeten in Berlin-Gesundbrunnen, sodass nur noch alle zwei Stunden eine Direktverbindung von München über Berlin nach Hamburg möglich war. In den entstandenen Lücken fuhren dann ICE-1-Züge zwischen Berlin und Hamburg. Diese Maßnahme wurde von der Deutschen Bahn damit begründet, dass die Sitzplatzkapazität der ersten Klasse der ICE T für diese Relation nicht der Nachfrage entsprach (die ICE 1 bieten einen deutlich größeren Anteil von Plätzen der ersten Klasse).
Ab Fahrplanwechsel im Dezember 2010 fuhren neben dem bereits bestehenden Zugpaar ICE 1740/1741 zwei weitere zwischen Leipzig beziehungsweise Dresden und Hannover als ICE T, welche teilweise bis Bremen und Oldenburg verkehrten. Weiterhin wurde zeitgleich ein Zugpaar (1745/1746) zwischen Dresden und Düsseldorf wieder neu eingerichtet, das über Leipzig–Erfurt–Kassel–Paderborn verkehrte. Zudem wurde auch ein Zugpaar 1509/1208 Stralsund–Berlin–Nürnberg–München eingerichtet, womit Stralsund erstmals einen ICE-Anschluss erhielt.
Während des Redesign der ICE 2 in den Jahren 2011 bis 2013 waren einige dieser Triebzüge nicht verfügbar. Im Fahrplan 2010/11 ersetzen Triebzüge der Baureihen 411 und 415 einige ICE-1-Triebzüge der ersten und ICE-2-Triebzüge der zweiten Generation auf der Schnellfahrstrecke Hannover–Würzburg. Diese Züge verkehrten bei einer Höchstgeschwindigkeit von 230 km/h mit denselben Fahrzeiten und waren an einer vierstelligen Zugnummer erkennbar. Gleichzeitig wurden etwa die Hälfte der ICE-Züge zwischen Dresden und Frankfurt Flughafen auf dem Teilabschnitt zwischen Leipzig und Frankfurt-Flughafen durch Intercity-Züge ersetzt.

### ÖBB 4011

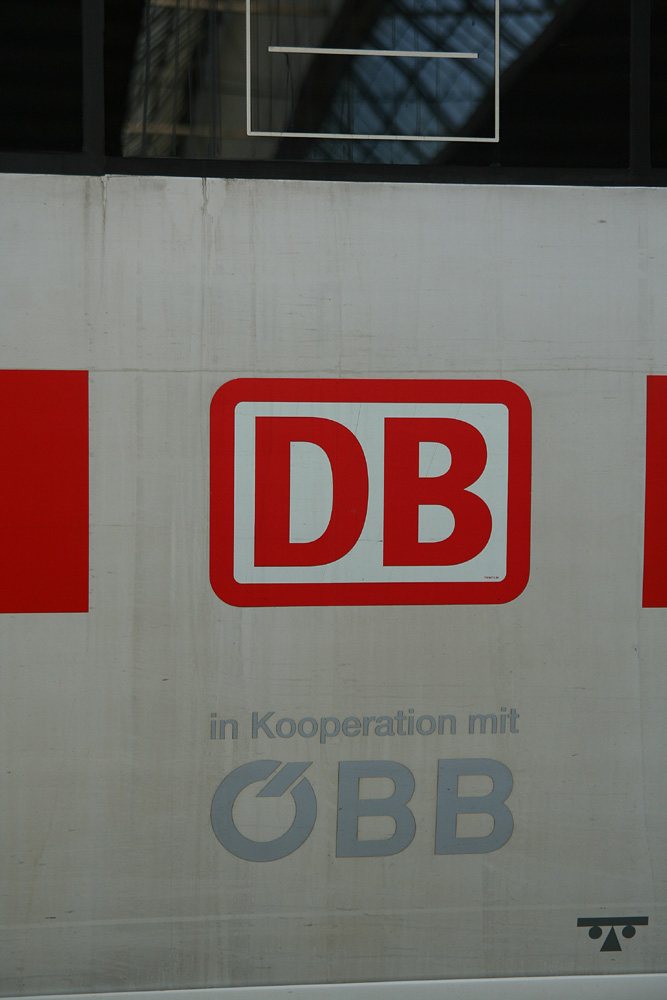
Logo an einem österreichtauglichen ICE T

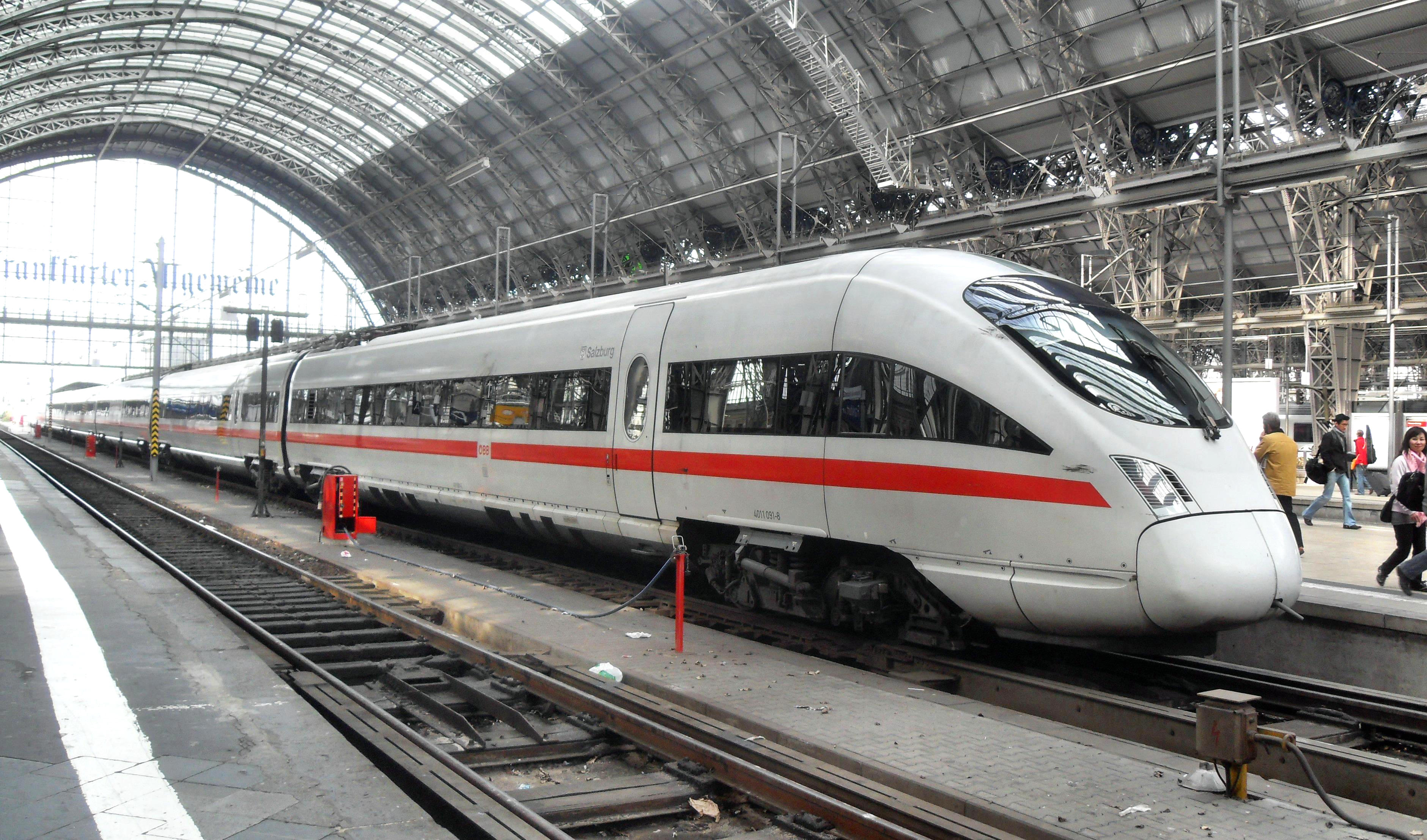
Tz 1191 Salzburg im Bahnhof Frankfurt (Main) Hbf auf dem Weg nach Wien

Ende 2004 wurden Pläne der ÖBB bekannt, ICE-T-Triebzüge als Nachfolger der ÖBB-Reihe 4010 einzusetzen.
Für Versuchsfahrten zur Zulassung der Züge in Österreich war die Garnitur 1102 vom 18. bis zum 20. Oktober 2005 im österreichischen Netz unterwegs.
Der Kaufvertrag über drei ICE-T-Garnituren, die im Dezember 2006 an die ÖBB abgetreten werden sollten, wurde im Februar 2006 unterschrieben. Diese Triebzüge kamen zwischen Dezember 2006 und Dezember 2008 im innerösterreichischen Verkehr zwischen Wien, Linz, Salzburg, Innsbruck und Bregenz ebenso zum Einsatz wie im grenzüberschreitenden Verkehr zwischen Wien und München. Dabei handelte es sich um drei siebenteilige Triebzüge der ersten Bauserie. Die Instandhaltung sollte weiterhin in München erfolgen.
Ab dem Fahrplanwechsel Ende 2007 wurde zwischen Frankfurt am Main und Wien ein Zweistundentakt realisiert. Dazu bildeten die Deutsche Bahn und die ÖBB ein Joint Venture. Die Triebzüge 1102 und 1116 wurden 2006 für den Probebetrieb der ÖBB übergeben; im September 2006 wurden Lehrlokführer der ÖBB auf der Baureihe ausgebildet. Die ersten beiden Züge, die dauerhaft an die ÖBB übergeben worden waren (Triebzüge 1115 und 1116), wurden in 1191 und 1192 umgezeichnet und mit seitlichen ÖBB-Logos versehen. Im Dezember 2007 wurde auch der Triebzug 1114 in 1190 umbeschriftet und als letzte der drei geplanten Einheiten an die ÖBB übergeben. Die Nummern der Einzelwagen wurden ebenfalls verändert, die Reihenbezeichnung änderte sich von 411 auf 4011.
Zur Betriebsaufnahme wurde ein Fahrzeugpool von zwölf Einheiten gebildet. DB Fernverkehr brachte in die Kooperation darüber hinaus die Triebzüge 1101 bis 1105 sowie 1107 bis 1113 ein (der Triebzug 1106 stand aufgrund schwerer Brandschäden nicht zur Verfügung). Ab 2008 werden auch diejenigen Triebzüge der zweiten Bauserie, die mit einem Restaurant nachgerüstet wurden, sukzessive für den Verkehr in Österreich zugelassen. Bis Ende 2009 wurde alle Einheiten der zweiten Bauserie ÖBB-tauglich ausgerüstet. Ab Juli 2009 lief die Umrüstung der nicht in die Schweiz verkehrenden Triebfahrzeuge der ersten Bauserie (1117–1119, 1125–1132), damit wurde eine freie Umlaufplanung möglich. Eine Umrüstung der Züge der Baureihe 415 oder der schweiztauglichen Einheiten (118x) der Baureihe 411 ist nicht vorgesehen.
Insgesamt 50 Millionen Euro wurden in das Projekt investiert. Der Kaufpreis der drei Züge für die ÖBB lag bei 47,5 Millionen Euro.

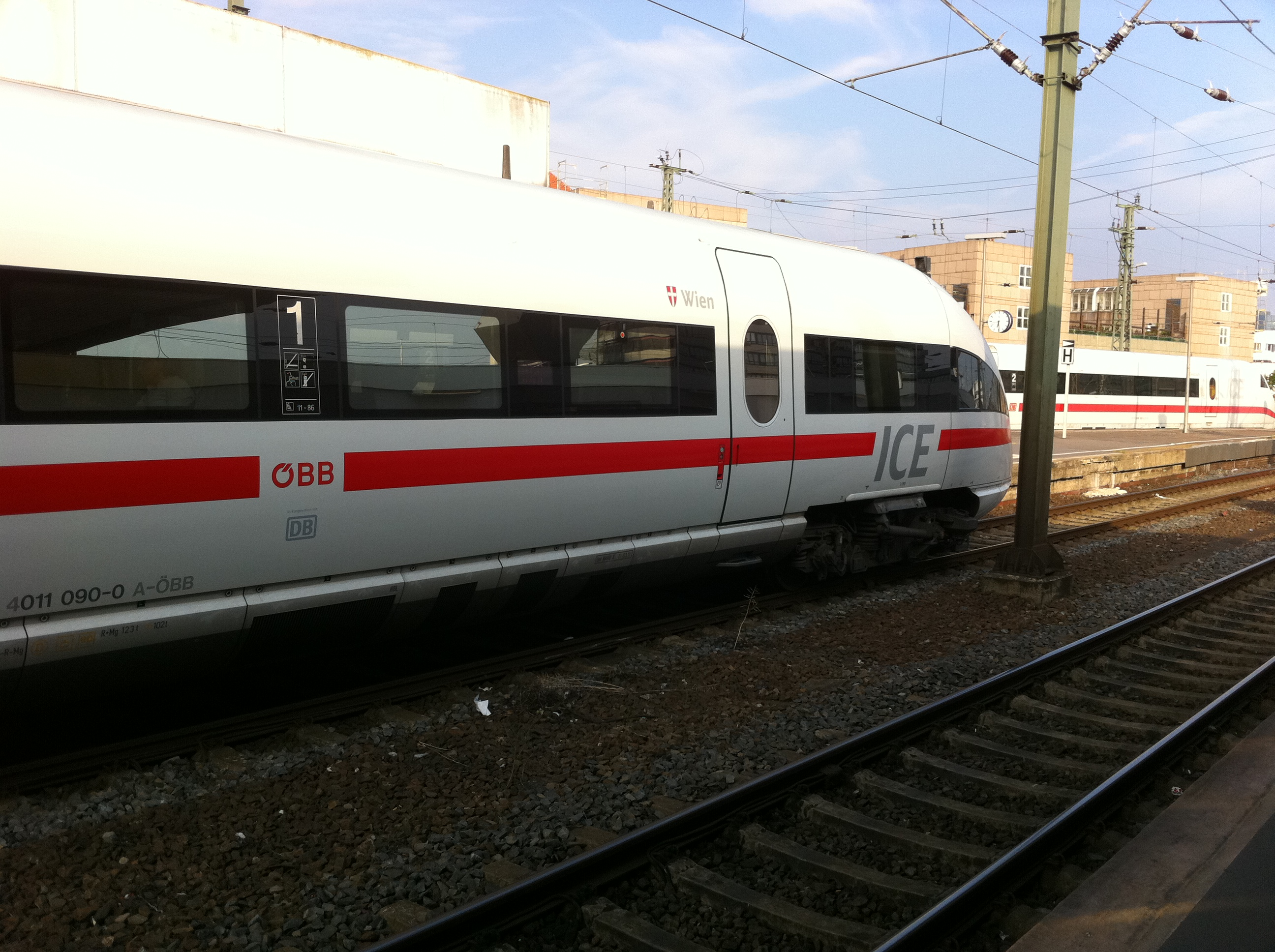
ICE T der ÖBB

Für die Zulassung in Österreich waren einige technische Änderungen erforderlich:
- Umrüstung der Signalleuchten: die Spitzen- und Zugschlussleuchten wurden (analog zur zweiten Bauserie) durch LED-Leuchten ersetzt
- Anpassungen der Fahrzeugsoftware
  - an die Oberstromgrenzen der ÖBB (Begrenzung auf 600 A pro Zug, unabhängig vom eingesetzten Fahrdraht; bei Fahrdrahtspannungen unter 13 kV wird eine Oberstrombegrenzung wirksam; die Rückspeisung wird auf 500 A begrenzt)
  - Störströme: Zur Einhaltung der ÖBB-Vorgaben wird der Stromrichter mit einer 17- statt einer 9-fach-Taktung angesteuert
  - Ergänzung der Fahrzeugsoftware um eine DB-ÖBB-Systemumschaltung: Die Umschaltung erfolgt bei ausgelegtem Hauptschalter und Fahrschalter in Stellung 0 mittels Softkey auf dem MMI. Die rechtzeitige Umschaltung wird mittels eines im Stromrichterwagen installierten GPS-Empfängers überwacht.[129]

Bevor die Züge der ÖBB eingesetzt würden, erhielten sie noch Änderungen, um das österreichische Behindertengleichstellungsgesetz zu erfüllen. Ebenfalls wurden Ski-Halterungen sowie eine Fluchthaube (Atemmaske) für den Triebfahrzeugführer lt. österreichischen Vorschriften installiert.
Im Dezember 2020 wurden die drei ÖBB-Züge an die Deutsche Bahn zurückgegeben. Der Rückkaufpreis wurde nicht bekanntgegeben. Die österreichischen Wagennummern der Einzelwagen wurden beibehalten, so auch beim Tz 1192, der nunmehr aus den Wagen 4011 092, 192, 292, 892, 792, 606 und 506 gebildet ist (Stand Sept. 2022).

### Einsatz nach Österreich (2006 bis heute)
Seit Dezember 2006 fahren die ICE T planmäßig auch in Österreich. Zu Beginn wurde mit den Neigezügen je ein Zugpaar von Wien nach Bregenz und von Wien über Salzburg nach München als Vorbereitung für den Einsatz des Railjet geführt (Linie 90). Dieses diente betrieblich auch der Werkszuführung nach München. Seit dem Winterfahrplan 2007/2008 verkehren täglich im Zwei-Stunden-Takt sechs Zugpaare zwischen Frankfurt und Wien (ICE-Linie 91). Drei dieser Zugpaare wurden darüber hinaus bis Dortmund verlängert. Zum Fahrplan 2010/2011 wurde das Zugpaar ICE 90/91, ehemals „Prinz Eugen“, zwischen Hamburg und Wien mit Laufweg über Hannover–Nürnberg–Passau mit siebenteiligen ICE-T-Triebzügen an Stelle eines ICE 1 wieder eingeführt. Dafür wurde das zuvor in gleicher Zeitlage verkehrende Zugpaar nach Dortmund gestrichen und durch einen ICE München-Dortmund ersetzt. Die Verbindung Wien–Bregenz wurde ab Dezember 2009 durch den RJ 660 Wien Westbahnhof – Landeck-Zams, einen Leerpersonenzug nach Innsbruck und den RJ 661 von Innsbruck Hbf nach Wien Westbf ersetzt, in weiterer Folge wurde auch das Zugpaar Wien – München von Railjet-Einheiten übernommen.
Zum Winterfahrplan 2009/2010 wurden mehrere Zugpaare der Linie 28 von Hamburg und Rostock aus nach Innsbruck verlängert.

## Baureihe 415

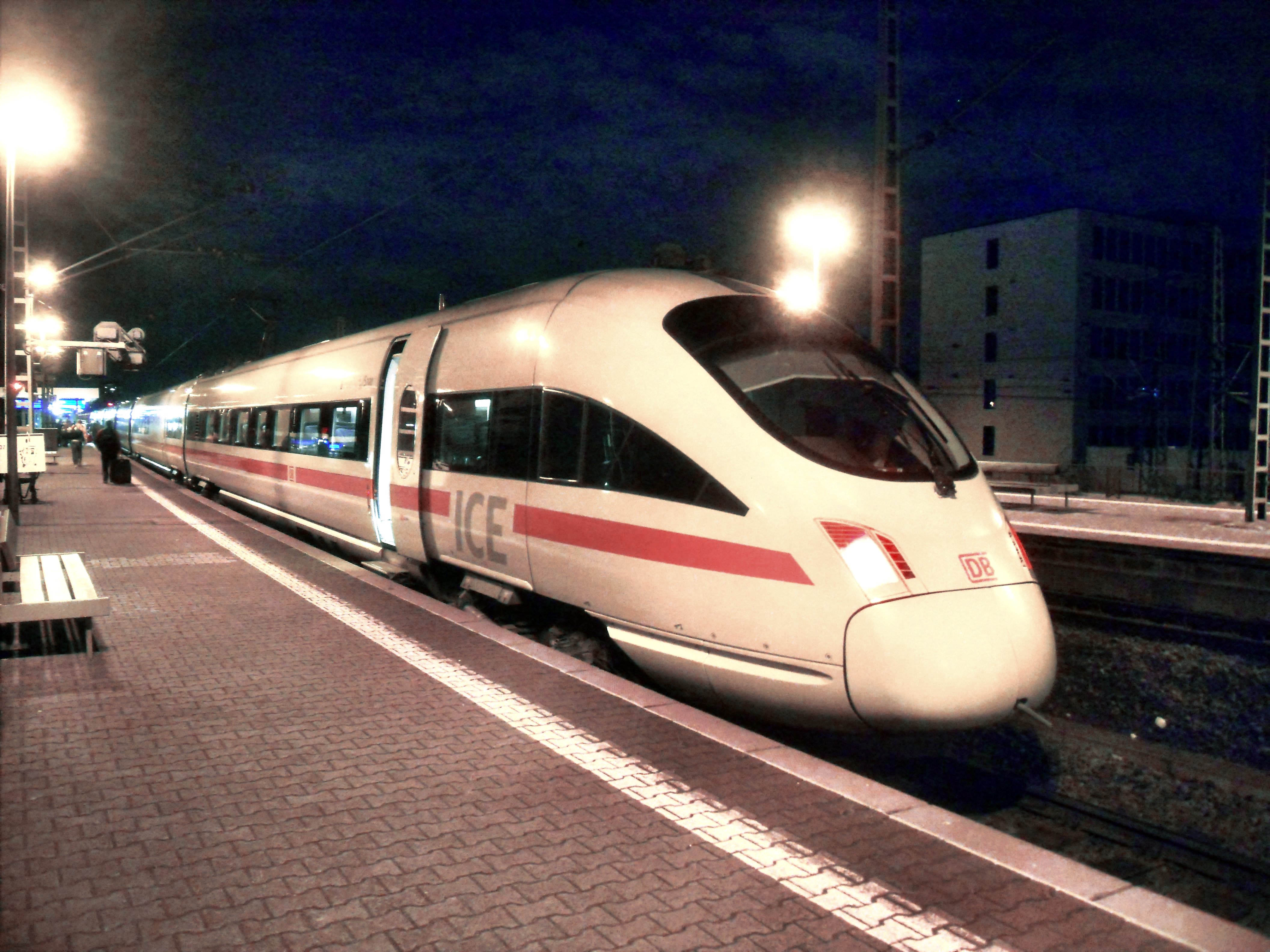
415 021-5 (Triebzug 1521) am 18. Oktober 2009 in Frankfurt (Main) Süd

Die Züge der Baureihe 415 sind die kürzere Variante der ICE T. Sie kommen vor allem als Verstärkungseinheiten zusammen mit einer siebenteiligen Einheit zum Einsatz.
Von elf beschafften ICE T5 wurden sechs (1501 bis 1506) für den Inlandsverkehr bestellt, fünf Züge (1580 bis 1584) erhielten auch eine Zulassung für das Schweizer Netz. Der fünfteilige ICE T wurde am 15. April 1999 am Hauptbahnhof Stuttgart offiziell der Öffentlichkeit vorgestellt. Am Gleis 4 wurde dem damaligen Bahn-Vorstandsvorsitzenden Johannes Ludewig und dem Ministerpräsidenten Erwin Teufel symbolisch der Schlüssel für den Premierenzug ICE 1999 (Triebzug 1582) übergeben. Rund 300 geladene Gäste und Journalisten waren auf der anschließenden Präsentationsfahrt zwischen Stuttgart und Horb an Bord.

### Aufbau
Der ursprüngliche Aufbau der Züge gliedert sich in folgende fünf Wagen:
- Wagen 415.0: Trafowagen mit 41 Sitzplätzen der ersten Klasse, Lounge mit sechs Sitzplätzen hinter dem Führerstand, Großraumbereich (35 Sitzplätze, 19 Meter lang), eine Großgepäckablage. Fünf Sitzplätze am Wagenübergang waren als Raucherbereich ausgewiesen, im Großraumbereich wurden zwei Abteile mit halbhohen Trennwänden eingebaut, die jeweils vier Sitzplätze aufnehmen.
- Wagen 415.1: Stromrichterwagen mit Bistro und Küche, Ausgabetheke und vier Stehtischen, 16 Sitzplätzen der zweiten Klasse mit Tischen, Kleinkind-Abteil (sechs Sitzplätze), Telefonzelle, Toilette, Personaltoilette. Unter dem Wagen befinden sich Stromrichter und zwei Fahrmotoren.
- Wagen 415.7: Fahrmotorwagen mit 62 Sitzplätzen der zweiten Klasse im Großraumbereich, Großgepäckablage in der Wagenmitte, Zugbegleiterabteil sowie zwei Toiletten am Wagenende. Unter dem Wagen befinden sich zwei Fahrmotoren.
- Wagen 415.6: Stromrichterwagen mit 62 Sitzplätzen der zweiten Klasse im Großraumbereich, Rollstuhlstellplatz, zwei Toiletten, davon eine barrierefrei WC, auf bis zu drei Rollstuhlplätze umrüstbar. Unter dem Wagen befinden sich Stromrichter und zwei Fahrmotoren.
- Wagen 415.5: Trafowagen mit 63 Sitzplätzen der zweiten Klasse, 55 Plätze in einem Großraumbereich, 16 Raucherplätze durch eine Glaswand getrennt, beinhaltete, acht Plätze davon befinden sich in der Lounge hinter dem Führerstand. Der Großraumbereich wurde als für Fahrradtransport umrüstbarer Quick-Change-Bereich konzipiert.

Die Endwagen verfügen jeweils über Stromabnehmer, Hochspannungsausrüstung und Haupttransformator.
Den drei Wagen des Basismoduls 1 wurden ein Stromrichter- und ein Endwagen hinzugefügt. Jeweils die inneren beiden der vier Achsen an den mittleren drei Wagen sind angetrieben.
Je Wagen wurden auf beiden Seiten je ein bis zwei Zuglaufanzeigen mit LEDs angebracht. In der ersten Klasse liegt der Sitzabstand der Reihensitze bei 1010 Millimetern, der Sitzteiler an Tischplätzen bei 1980 Millimetern. Der Mittelgang misst 636 Millimeter. In der zweiten Klasse liegt der Sitzabstand bei 971 Millimetern, der Sitzteiler an Tischen bei 1900 Millimetern, die Breite des Mittelgangs bei 500 Millimetern.
Der Zug verfügt über 209 Sitzplätze der zweiten sowie 41 Sitzplätze der ersten Klasse. Nahezu alle Sitzplätze verfügen über Steckdosen und Audiosystem, an den Reihensitzen der ersten Klasse auch über Videobildschirme.

### Inbetriebnahme und Betriebshistorie
Ab Oktober 1997 wurde an einem ersten Erprobungsträger, einem Triebzug der Baureihe 415 mit noch fehlender Innenausstattung, im Prüfcenter Wegberg-Wildenrath Schlüsselkomponenten des Zuges überprüft. Die gewonnenen Erkenntnisse flossen in die anlaufende Serienfertigung mit ein. Im Dezember 1997 absolvierte der erste Triebzug Testfahrten auf der Anlage. Im Rahmen der zweitägigen Versuche erreichte er dabei eine Geschwindigkeit von 140 km/h. Anfang 1998 bestanden an den Fahrzeugen eine Vielzahl von technischen Problemen. So lag die Achslast an den Wagen mit 15,5 t über den für eine EBA-Zulassung für eine unausgeglichene Seitenbeschleunigung von 2,0 m/s² notwendigen 14,5 t, Schrauben erwiesen sich als unterdimensioniert. Zwischen dem 12. Januar und dem 5. Februar 1998 wurden die Wagen 415 702 und 580 in der Klimakammer in Wien-Arsenal erprobt. Nachdem im März 1998 der Neigetechnikrechner in Wildenrath eingetroffen war, konnte die Inbetriebsetzung der Neigetechnik beginnen.
Im April 1998 erfolgte im DWA-Werk Görlitz der symbolische Rollout des ersten Steuerwagens. In Wegberg-Wildenrath wurden die in Görlitz, Halle-Ammendorf und Krefeld-Uerdingen gebauten Einzelwagen zu Zügen zusammengesetzt und in Betrieb genommen. Am 27. Mai 1998 wurde in Wildenrath ein erster vollständiger Triebzug den Medien präsentiert. Mit technischen Problemen und ohne Neigetechnik erreichte er bei einer Probefahrt auf der sechs Kilometer langen Ringstrecke eine Geschwindigkeit von 70 km/h.
Im Sommer 1998 wurde dabei eines der ersten Fahrzeuge (Baureihe 415) zum Erprobungsträger umgerüstet und zu Probefahrten auf dem DB-Streckennetz eingesetzt, zunächst noch ohne Neigetechnik. Betriebsversuche erfolgten dabei zwischen Nürnberg und Roth. Ab Oktober 1998 wurde die Neigetechnik auf der Bahnstrecke Ingolstadt–Neuoffingen zwischen Donauwörth und Dillingen erprobt. Aufgrund von Computerfehlern im Neigetechnik-System verzögerten sich die Vorbereitungen zur Inbetriebnahme. Bei Hochtastfahrten auf der Schnellfahrstrecke Hannover–Würzburg erreichte er die für die Zulassung notwendige Geschwindigkeit von 255 km/h (230 km/h zugelassene Höchstgeschwindigkeit zzgl. zehn Prozent). Zwischen Stuttgart und Zürich erfolgte die weitere Erprobung.
Der erste fünfteilige ICE T wurde auf der Eurailspeed Ende Oktober 1998 in Berlin gezeigt. Auch auf der weltgrößten Tourismusmesse, der ITB, wurde ein ICE T unter dem Motto „Die Bahn und mehr“ Anfang März 1999 offiziell vorgestellt.
Ende Januar 1999 begannen mit dem Triebzug 1581 Testfahrten auf der Gäubahn und der Hochrheinbahn, bei denen zwischen Schaffhausen und Singen 176 km/h erreicht wurden. Im März 1999 erteilte das Eisenbahn-Bundesamt die Betriebszulassung. Im gleichen Monat wurden die ersten Züge offiziell an die Deutsche Bahn übergeben. Im folgenden Monat folgten Probandenfahrten mit Fahrgästen ab München, um Details vor der Inbetriebnahme im Mai anzupassen.
Die Triebzüge wurden erstmals zum Fahrplanwechsel am 30. Mai 1999 im regulären Reisezugverkehr zwischen Stuttgart und Zürich eingesetzt. Von den fünf zur Verfügung stehenden Einheiten wurden drei fahrplanmäßig eingesetzt, während zwei Triebzüge als Reserve dienten. Zeitgleich wurden zwei Cisalpino-Zugpaare zwischen Stuttgart und Mailand über Zürich eingesetzt.
Ab Januar 2005 verkehrte ein ICE T5 freitags als InterCity von Stuttgart nach Karlsruhe. Die nicht schweiztauglichen Triebzüge der Baureihe 415 mit den Betriebsnummern 1501 bis 1506 beziehungsweise seit 2007 alle Triebzüge der Baureihe 415 werden überwiegend als zweite Einheit zwischen Frankfurt und Dresden sowie Frankfurt und Passau eingesetzt. Zwischen Frankfurt und Dresden gibt es Bahnhöfe, deren längster Bahnsteig nicht für eine Doppeleinheit siebenteiliger ICE T ausreicht. Seit 2010 kommen fünfteilige ICE T jedoch auch als zweiter Zugteil zwischen München und Berlin zum Einsatz, insbesondere am Wochenende. Seit 2012 gibt es am Wochenende darüber hinaus zwei Flügelzüge Passau-Nürnberg-Berlin, die ebenfalls mit fünfteiligen Triebzügen gefahren werden. Seit Ende Mai 2023 werden an Wochenenden zwei Zugpaare zwischen Hamburg und Konstanz eingesetzt.

### Einsatz in der Schweiz
Bereits im September 1996 hatten die Verkehrsminister der Schweiz und Deutschlands eine Vereinbarung geschlossen, die der Verbindung zwischen Zürich und Stuttgart den Status eines Verbindungsstückes im europäischen Hochgeschwindigkeits-Eisenbahnnetz zubilligte. Mit den darauf aufbauenden Studien über die Umsetzbarkeit dieser Aufwertung, erstellt durch eine gemeinsame Arbeitsgruppe von Deutscher Bahn und Schweizerischen Bundesbahnen (SBB), wurde die Grundlage für den Einsatz der ICE T auf der Strecke gelegt. Vor der Ertüchtigung der Strecke für den neuen Fernverkehr wurde auf der 237 Kilometer langen Strecke eine Höchstgeschwindigkeit von 140 km/h bei einer Reisegeschwindigkeit von 80 km/h erreicht, insgesamt 94 Kilometer davon waren eingleisig. Seit der Umrüstung der Strecke verkehrten ICE T, mit Ausnahme des Systemwechsels an der Landesgrenze, durchgehend bogenschnell. Im Oktober 2008 wurde der Einsatz der Neigetechnik ausgesetzt.
Fünf Züge (1580 bis 1584) der Baureihe 415 wurden mit zusätzlicher Ausrüstung zum Befahren des Schweizer Streckennetzes ausgestattet, darunter einem schweiztauglichen Stromabnehmer mit schmalerer Palette auf den Endwagen 415 080 bis 084. Die im Schweizverkehr eingesetzten Fahrzeuge wurden mit Fahrzeugeinrichtungen für die Zugbeeinflussungssysteme Integra-Signum und ZUB 121 ausgerüstet. Diese werden beim Anlegen des Schweizer Stromabnehmers automatisch aktiviert. Das Neigetechnik-Zugbeeinflussungssystem GNT wird im Netz der SBB nicht verwendet.
Die Züge kamen ab dem 31. Mai 1999 (Fahrplanwechsel) im ICE-Verkehr zwischen Stuttgart und Zürich auf der Gäubahn zum Einsatz. Die Fahrzeit zwischen Stuttgart und Zürich verkürzte sich um 17 Minuten auf zwei Stunden und 45 Minuten. Auf deutscher Seite erreichten die Züge Geschwindigkeiten von bis zu 150 km/h, in der Schweiz bis zu 130 km/h. Zusammen mit den seit 1. März 1998 eingesetzten ETR 470 der Cisalpino AG waren so 1999 auf der Strecke nach Zürich alle lokomotivbespannten Züge durch Triebzüge mit Neigetechnik ersetzt. Aufgrund ihrer vergleichsweise geringen Sitzplatzkapazität wurden einzelne Züge ab Schaffhausen über Winterthur geführt, mitunter auch in Singen mit direktem Anschluss an einen Schnellzug gebrochen. Zeitweilig (erstmals mit dem Zugpaar ICE 180/185, ab 18. Dezember 1999) wurden an Samstagen im Sommer einzelne Züge bis Chur verlängert.
Bis Dezember 2006 bestritten die ICE T5 den ICE-Verkehr auf dieser Relation. Von da an bis 2010 folgten siebenteilige ICE T7, da sich die Kapazität der fünfteiligen Zügen als nicht ausreichend erwiesen hatte, während die Kapazität der neunteiligen Cisalpini nicht ausgelastet war. Dabei konnten nicht einfach vorhandene ICE T7 auf dieser Verbindung eingesetzt werden, denn nur die fünfteiligen Triebzüge 1580 bis 1584 waren zusätzlich für schweizerische Verhältnisse ausgerüstet. Aus technischen Gründen konnten diese T5 nicht durch zwei Wagen verlängert werden. Daher wurde eine andere Lösung gewählt: Die schweiztauglichen End- und Trafowagen der fünfteiligen Einheiten wurden mit denen von siebenteiligen Einheiten getauscht und umgezeichnet.
Nachdem die Probleme mit den Radsatzwellen zu mangelnder Fahrzeugverfügbarkeit sowie zu längerer Fahrzeit und häufigen Verspätungen geführt hatten, wurde der ICE-T-Betrieb auf der Linie Stuttgart–Zürich zum 21. März 2010 eingestellt und durch lokomotivbespannte IC-Züge mit SBB-Wagen ersetzt.

## Aktuelle Einsatzgebiete

### Baureihen 411 und 4011
Stand: März 2025
| Linie        | Linienverlauf | Taktung oder Zugpaare           | Anmerkung |
| ------------ | --- | ------------------------------- | --- |
| ICE-Linie 14 | Berlin – Wolfsburg – Hannover – Münster/Bielefeld – Duisburg – Düsseldorf – Aachen                                                                          | ein Zugpaar, und ein Einzelzug  | 1544/1545 über Bielefeld; 1544 von Aachen via Mönchengladbach, 1545 bis Dortmund, 1546 über Münster (Westfalen) |
| ICE-Linie 15 | Binz – Stralsund – Berlin – Halle (Saale) – Erfurt (– Frankfurt (M) – Stuttgart bzw. Saarbrücken)                                                           | Einzelzug                       | ICE 1636 verkehrt abweichend ab Eisenach; Fr/Sa weiter nach Ostseebad Binz via Stralsund |
| ICE-Linie 18 | (Hamburg –) Berlin – Halle (Saale) – Erfurt – Nürnberg – Donauwörth – München                                                                               | zwei Zugpaare                   | ICE 1701 erst ab Berlin; 1500 abweichend ab Erfurt nach Leipzig ICE 1694/1695 zwischen Berlin und Nürnberg vereinigt mit ICE Linie 29 (ICE 94/95) ICE 1581 morgens Pendlerverstärker Donauwörth-München |
| ICE-Linie 24 | Hamburg – Hannover – Kassel – Würzburg – Ansbach – München (– Österreich)                                                                                   | mehrere Zugpaare                | Manche Leistungen zwischen Hamburg und Kassel/Fulda in Doppeltraktion, zweiter Zugteil weiter nach Karlsruhe via Frankfurt (M) ICE 1276 verkehrt ab Hannover abweichend weiter nach Berlin. 1 Zugpaar Fr-So zwischen Hamburg – München und Schwarzach St. Veit via Kitzbühel 1 Zugpaar Fr-So zwischen Hamburg – München und Innsbruck via Garmisch-Partenkirchen |
| ICE-Linie 26 | Binz – Stralsund – Rostock – Hamburg – Hannover – Kassel – Marburg – Frankfurt – Heidelberg – Karlsruhe                                                     | mehrere Zugpaare                | 1 Zugpaar Fr-So weiter nach Konstanz |
| ICE-Linie 27 | (Hamburg –) Berlin – Dresden (– Prag) | ein Zugpaar Fr/So               | ICE 1740/1743; bis Juni 2025 als Triebzug der Baureihe 415 |
| ICE-Linie 28 | Hamburg/Binz – Berlin – Leipzig – Erfurt – Nürnberg – München                                                                                               | mehrere Zugpaare                | 1 Zugpaar werktags ab Leipzig nach Jena-Göschwitz |
| ICE-Linie 29 | Hamburg – Berlin – Halle (Saale) – Erfurt – Nürnberg – München bzw. Wien                                                                                    | zwei Zugpaare                   | ICE 92/93 sowie ICE 94/95 beide Zugpaare halten abweichend in Coburg und verkehren von Nürnberg nach Wien via Passau |
| ICE-Linie 32 | (NRW –) Frankfurt/Wiesbaden – Mannheim – Stuttgart (– Ulm – München – Salzburg – Villach – Klagenfurt)                                                      | Pendlerverstärker, 3 Einzelzüge | ICE 1511 (Frankfurt - Stuttgart) über SFS Mannheim–Stuttgart ICE 1512 (Stuttgart - Wiesbaden) + ICE 1611 (Mannheim - Stuttgart) via Heidelberg |
| ICE-Linie 50 | Wiesbaden – Frankfurt – Erfurt – Leipzig – Dresden | Zweistundentakt                 | bis Juni 2025 in Doppeltraktion mit einem Triebzug der Baureihe 415 |
| ICE-Linie 89 | (Hamburg – Hannover – Kassel – Würzburg – Ansbach –) München – Rosenheim – Kufstein – Wörgl – Innsbruck – Landeck-Zams – St. Anton am Arlberg (– Feldkirch) | ein Zugpaar                     | Fr-So zur Saison |
| ICE-Linie 91 | Dortmund – Düsseldorf – Köln – Koblenz – Frankfurt – Würzburg – Nürnberg – Passau – Linz – Wien                                                             | Zweistundentakt                 | 1 Zugpaar (ICE 90/91) abweichend von/nach Hamburg via Kassel 1 Zugpaar (ICE 1222/1621) abweichend von/nach München via Ingolstadt |

### Baureihe 415
Stand: Juli 2025
| Linie        | Linienverlauf                                                 | Taktung oder Zugpaare | Anmerkung |
| ------------ | ------------------------------------------------------------- | --------------------- | --- |
| ICE-Linie 28 | Hamburg/Binz – Berlin – Leipzig – Erfurt – Nürnberg – München | Zwei Zugpaare         | ICE 1704/1705 zwischen Hamburg und Leipzig in Doppeltraktion mit ICE 1606/1605 (Baureihe 411), fährt weiter über Naumburg nach Jena–Göschwitz ICE 1606/1607 zwischen Hamburg und Leipzig in Doppeltraktion mit Baureihe 411 |
| ICE-Linie 29 | Berlin – Halle – Nürnberg – München                           | Ein Zugpaar           | ICE 1694/1695 zwischen Berlin und Nürnberg in Doppeltraktion mit ICE 94/95 der Linie 91 (Baureihe 411), fährt weiter über Augsburg nach München                                                                             |

## Übersicht und Zustand der Triebzüge
- Alle Triebzüge der Baureihen 411 und 415 trugen zwischen 2019 und 2023 mindestens einmalig einen grünen Zierstreifen mit der Aufschrift „Deutschlands schnellster Klimaschützer“ an den Endwagen.[143] Seit Frühjahr 2022 werden alle grünen Zierstreifen und Klimaschutz-Schriftzüge bei Instandhaltungsarbeiten wieder durch normale rote Streifen ersetzt, eine Erneuerung der Beklebung findet nicht mehr statt.

### Baureihe 411 (1. Bauserie)
| Triebzugnummer Namensgebung                                                                             | Indienststellung Redesign (Aktueller Status)                               | Auslands- zulassungen und Besonderheiten | Umbauten oder Umrüstungen | Unfälle oder besondere Vorkommnisse Allgemeine Bemerkungen |
| --- | -------------------------------------------------------------------------- | ---------------------------------------- | --- | --- |
| Tz 1101g Neustadt an der Weinstraße (seit 26. Juni 2003)                                                | 7. Januar 2000 30. November 2015 (aktiv)                                   | Österreich (inkl. ETCS)                  | Ausstattung mit WLAN-HotSpots (railnet) Ausstattung mit Fahrradträger im Wagen Baureihe 411.8 | |
| Tz 1102g Neubrandenburg (seit 30. September 2003)                                                       | 25. August 2000 14. Februar 2014 (aktiv)                                   | Österreich (inkl. ETCS)                  | Zug im neuen ReDesign, Wagen 411 206 für Wagen 411 202; Ausstattung mit WLAN-HotSpots (railnet) Ausstattung mit Fahrradträger im Wagen Baureihe 411.8                                                                               | Präsentationszug für das lokale Informations- und Entertainmentportal |
| Tz 1103g Paderborn (seit 25. Juni 2003)                                                                 | 31. Mai 2000 27. Februar 2015 (aktiv)                                      | Österreich (inkl. ETCS)                  | Ausstattung mit WLAN-HotSpots (railnet) Ausstattung mit Fahrradträger im Wagen Baureihe 411.8 | |
| Tz 1104 Erfurt (seit 21. November 2002)                                                                 | 17. Dezember 1999 31. Juli 2015 (aktiv)                                    | Österreich (inkl. ETCS)                  | Wagen 411 006 für Wagen 411 004 Ausstattung mit WLAN-HotSpots (railnet) Ausstattung mit Fahrradträger im Wagen Baureihe 411.8 | Prellbockauffahrt im April 2009 in Wien |
| Tz 1105g Dresden (seit 20. Dezember 2002)                                                               | 27. Mai 2000 10. Oktober 2015 (aktiv)                                      | Österreich (inkl. ETCS)                  | Wagen 411 572 für Wagen 411 505 Wagen 411 592 für Wagen 411 572 Ausstattung mit WLAN-HotSpots (railnet) Ausstattung mit Fahrradträger im Wagen Baureihe 411.8                                                                       | |
| Tz 1106 Passau (von 27. März 2003 bis 14. September 2004)                                               | 30. Oktober 2000 am 14. September 2004 aufgelöst                           |                                          | zerstörte Wagen 411 806 und 706 wurden ausgemustert | Der Triebzug 1106 wurde in der Nacht vom 5. auf den 6. Januar 2004 gegen 2.30 durch einen Brand in der Abstellanlage Leipzig soweit beschädigt, dass er nicht mehr einsatzbereit war. Die verschont gebliebenen Endwagen dieses Triebzuges werden gelegentlich als Ersatz für defekte Endwagen anderer Triebzüge eingesetzt. Der Name „Passau“ wurde an den Triebzug 1159 abgegeben. |
| Tz 1107g Pirna (seit 14. Juni 2003)                                                                     | 17. Dezember 1999 8. August 2014 (aktiv)                                   | Österreich (inkl. ETCS)                  | Wagen 411 720-6 für Wagen 411 707-3 Ausstattung mit WLAN-HotSpots (railnet) Ausstattung mit Fahrradträger in Wagen Baureihe 411.8                                                                                                   | |
| Tz 1108g Hansestadt Wismar (von 2. August 2003 bis 12. Dezember 2004) Berlin (seit 12. Dezember 2004)   | 17. Dezember 1999 4. Dezember 2015 (aktiv)                                 | Österreich (inkl. ETCS)                  | Ausstattung mit WLAN-HotSpots (railnet) Ausstattung mit Fahrradträger im Wagen Baureihe 411.8 | Die Endwagen 411 008 und 411 508 trugen im Oktober 2019 im Rahmen der Frankfurter Buchmesse kurzzeitig die Beklebung „DB–Literaturzug“. |
| Tz 1109 Güstrow (seit 21. Juni 2003)                                                                    | 17. Dezember 1999 10. Januar 2014 (aktiv)                                  | Österreich (inkl. ETCS)                  | Wagen 411 820-4 für Wagen 411 809-7; Ausstattung mit WLAN-HotSpots (railnet) Ausstattung mit Fahrradträger im Wagen Baureihe 411.8                                                                                                  | |
| Tz 1110g Naumburg (Saale) (seit 22. November 2003)                                                      | 15. Oktober 1999 11. September 2015 (aktiv)                                | Österreich (inkl. ETCS)                  | Ausstattung mit WLAN-HotSpots (railnet) Ausstattung mit Fahrradträger im Wagen Baureihe 411.8 | |
| Tz 1111g Berlin (von 31. Oktober 2002 bis 12. Dezember 2004) Hansestadt Wismar (seit 12. Dezember 2004) | 17. Dezember 1999 24. Juni 2015 (aktiv)                                    | Österreich (inkl. ETCS)                  | Ausstattung mit WLAN-HotSpots (railnet) Ausstattung mit Fahrradständer im Wagen Baureihe 411.8 | |
| Tz 1112g Freie und Hansestadt Hamburg (seit 6. November 2002)                                           | 17. Dezember 1999 3. November 2014 (aktiv)                                 | Österreich (inkl. ETCS)                  | Ausstattung mit WLAN-HotSpots (railnet) Ausstattung mit Fahrradträger im Wagen Baureihe 411.8 | Am 31. Juli 2009 kollidierte der Triebzug als ICE 1501 bei der Einfahrt auf Gleis 15 im Hauptbahnhof München mit dem Prellbock und verschob diesen um etwa vier Meter. Der Triebfahrzeugführer wurde dabei leicht verletzt, Fahrgäste kamen nicht zu schaden. Es entstand ein größerer Schaden am Prellbock und dem umgebenden Bahnsteig. |
| Tz 1113g Hansestadt Stralsund (seit 24. Mai 2003)                                                       | 17. Dezember 1999 14. August 2015 (aktiv)                                  | Österreich (inkl. ETCS)                  | Ausstattung mit WLAN-HotSpots (railnet) Ausstattung mit Fahrradträger im Wagen Baureihe 411.8 | Am 13. Januar 2012 lockerte sich am Triebzug 1113, unterwegs als ICE 109 von Berlin nach München auf der Schnellfahrstrecke Nürnberg–Ingolstadt–München eine Tür. In der Folge mussten alle ICE T untersucht werden. Zeitweise durften alle (nicht geprüften) ICE-T-Triebfahrzeuge nur noch mit 200 km/h verkehren. |
| Tz 1114 Bamberg (von 10. Mai 2003 bis 28. November 2007)                                                | 20. Dezember 1999 am 28. November 2007 aufgelöst; umbezeichnet ÖBB Tz 1190 |                                          | | |
| Tz 1115 Coburg (von 6. Oktober 2003 bis 8. November 2006)                                               | 20. Dezember 1999 am 8. November 2006 aufgelöst; umbezeichnet ÖBB Tz 1191  |                                          | | Am 1. März 2000 entgleiste der Triebzug 1115 als ICE 1146 gegen 11.45 während einer Überführungsfahrt ohne Fahrgäste zum ICE-Werk Berlin-Rummelsburg auf der Berliner Stadtbahn. Ein defektes Rückschlagventil der Hydraulikleitung am Wagenübergang blockierte den Ölrückfluss aus einem Neigetechnikzylinder und führte zu einer Verwindung des Wagenkastens des dritten Wagens. Noch am Abend stellte die DB alle ICE T ab. Die von der DB zur Vereinfachung der Wartung geforderten Ventile wurden durch einfache Verbindungen ersetzt. Am 6. März kehrten die Triebzüge in den Plandienst zurück. |
| Tz 1116 Halle (Saale) (von 6. Dezember 2002 bis 8. November 2006)                                       | 21. Januar 2000 am 8. November 2006 aufgelöst; umbezeichnet ÖBB Tz 1192    |                                          | | |
| Tz 1117g Erlangen (seit 30. Juni 2004)                                                                  | 21. Januar 2000 12. September 2014 (aktiv)                                 | Österreich (inkl. ETCS)                  | Ausstattung mit WLAN-HotSpots (railnet) Ausstattung mit Fahrradträger im Wagen Baureihe 411.8 | |
| Tz 1118g Plauen/Vogtland (seit 11. März 2004)                                                           | 28. Januar 2000 3. Juli 2015 (aktiv)                                       | Österreich (inkl. ETCS)                  | Ausstattung mit WLAN-HotSpots (railnet) Ausstattung mit Fahrradträger im Wagen Baureihe 411.8 | Messfahrten im Jahre 2011 |
| Tz 1119 Meißen (seit 9. November 2003)                                                                  | 2. Februar 2000 14. März 2014 (aktiv)                                      | Österreich (inkl. ETCS)                  | Ausstattung mit WLAN-HotSpots (railnet) Ausstattung mit Fahrradträger im Wagen Baureihe 411.8 | |
| Tz 1120 Gotha (von 28. April 2003 bis 8. November 2006)                                                 | 11. Februar 2000 am 8. November 2006 aufgelöst                             |                                          | Umbau zu Tz 1520 | |
| Tz 1121 Homburg/Saar (von 9. Juli 2003 bis 8. November 2006)                                            | 25. Februar 2000 am 8. November 2006 aufgelöst                             |                                          | Umbau zu Tz 1521 | |
| Tz 1122 Torgau (von 12. Mai 2004 bis 2. Januar 2007)                                                    | 28. Februar 2000 am 2. Januar 2007 aufgelöst                               |                                          | Umbau zu Tz 1522 | |
| Tz 1123 Hansestadt Greifswald (von 26. September 2003 bis 8. November 2006)                             | 17. März 2000 am 8. November 2006 aufgelöst                                |                                          | Umbau zu Tz 1523 | |
| Tz 1124 Hansestadt Rostock (von 20. September 2003 bis 12. September 2006)                              | 24. März 2000 am 12. September 2006 aufgelöst                              |                                          | Umbau zu Tz 1524 | |
| Tz 1125g Arnstadt (seit 1. Mai 2004)                                                                    | 31. März 2000 14. April 2015 (aktiv)                                       | Österreich (inkl. ETCS)                  | Wagen 411 004 für Wagen 411 025 Ausstattung mit WLAN-HotSpots (railnet) Ausstattung mit Fahrradträger im Wagen Baureihe 411.8 | |
| Tz 1126g Leipzig (seit 13. Dezember 2002)                                                               | 31. März 2000 1. Dezember 2014 (aktiv)                                     | Österreich (inkl. ETCS)                  | Wagen 411 202 für Wagen 411 226 Ausstattung mit WLAN-HotSpots (railnet) Ausstattung mit Fahrradträger im Wagen Baureihe 411.8 | Am 24. September 2006 kam es zwischen Erlangen und Bamberg zu einem Schwelbrand im Bordrestaurant des Triebzuges 1126 Leipzig (unterwegs als ICE 1612). Es gab keine Verletzten, der Sachschaden belief sich auf ungefähr 200.000 Euro. Infolge des Brandschadens wurde der Speisewagen des beschädigten Triebfahrzeugs mit dem des Triebzugs 1102 getauscht. |
| Tz 1127g Weimar (seit 17. Januar 2003)                                                                  | 14. April 2000 29. Mai 2015 (aktiv)                                        | Österreich (inkl. ETCS)                  | Ausstattung mit WLAN-HotSpots (railnet) Ausstattung mit Fahrradträger im Wagen Baureihe 411.8 | |
| Tz 1128g Reutlingen (seit 30. November 2004)                                                            | 16. Mai 2000 9. November 2015 (aktiv)                                      | Österreich (inkl. ETCS)                  | Ausstattung mit WLAN-HotSpots (railnet) Ausstattung mit Fahrradträger im Wagen Baureihe 411.8 | |
| Tz 1129g Kiel (seit 20. November 2002)                                                                  | 5. Mai 2000 3. Januar 2014 (aktiv)                                         | Österreich (inkl. ETCS)                  | Wagen 411 226 für Wagen 411 229; erster Redesign-Triebzug; ausgerüstet mit zwei Erprobungswagen für Marktforschung für ICE-3-Redesign Ausstattung mit WLAN-HotSpots (railnet) Ausstattung mit Fahrradträger in Wagen Baureihe 411.8 | |
| Tz 1130g Jena (seit 27. November 2002)                                                                  | 9. August 2000 26. Januar 2015 (aktiv)                                     | Österreich (inkl. ETCS)                  | Von März 2000 bis 12. April 2001 ohne Wagen 411 830 Ausstattung mit WLAN-HotSpots (railnet) Ausstattung mit Fahrradträger im Wagen Baureihe 411.8                                                                                   | An den Fahrzeugen 411 030, 130, 230, 530, 630 und 730 war als Abnahmedatum zunächst 8. August 2000, welches später zu 1. Dezember 2000 geändert wurde. Am Mittelwagen 411 830 war 12. April 2001 als Abnahmedatum angeschrieben, welcher erst später eingereiht wurde. |
| Tz 1131 Trier (seit 11. Mai 2004)                                                                       | 22. Mai 2000 23. Oktober 2015 (aktiv)                                      | Österreich (inkl. ETCS)                  | Ausstattung mit WLAN-HotSpots (railnet) Ausstattung mit Fahrradträger im Wagen Baureihe 411.8 | |
| Tz 1132g Wittenberge (seit 24. August 2004)                                                             | 26. Mai 2000 13. März 2015 (aktiv)                                         | Österreich (inkl. ETCS)                  | Ausstattung mit WLAN-HotSpots (railnet) Ausstattung mit Fahrradträger im Wagen Baureihe 411.8 | Dieser Triebzug wurde zur Premierenfahrt am 16. Juni 2017 auf der Schnellfahrstrecke Nürnberg–Erfurt eingesetzt. |

### Baureihe 411 (2. Bauserie)
| Triebzugnummer Namensgebung                                              | Indienststellung Redesign (Aktueller Status) | Auslands- zulassungen und Besonderheiten                                                               | Umbauten oder Umrüstungen | Unfälle oder besondere Vorkommnisse Allgemeine Bemerkungen |
| ------------------------------------------------------------------------ | -------------------------------------------- | --- | --- | --- |
| Tz 1151g Elsterwerda (seit 19. Juni 2011)                                | 8. Dezember 2004 (aktiv)                     | Österreich (inkl. ETCS)                                                                                | Ausstattung mit WLAN-HotSpots (railnet) Ausstattung mit Fahrradträger im Wagen Baureihe 411.8 | Anlässlich einer Presseveranstaltung am 18. April 2011 in Dresden wurde dieser Triebzug mit dem Namen Görlitz beschriftet, da der Triebzug 235 nicht zur Verfügung stand. |
| Tz 1152g Travemünde (seit 13. Dezember 2008)                             | 8. Dezember 2004 (aktiv)                     | Österreich (inkl. ETCS)                                                                                | Ausstattung mit WLAN-HotSpots (railnet) Ausstattung mit Fahrradträger im Wagen Baureihe 411.8 | |
| Tz 1153g Ilmenau (seit 1. September 2007)                                | 23. März 2006 (aktiv)                        | Österreich (inkl. ETCS)                                                                                | Ausstattung mit WLAN-HotSpots (railnet) Ausstattung mit Fahrradträger im Wagen Baureihe 411.8 | |
| Tz 1154g Sonneberg (seit 27. September 2008)                             | 8. Dezember 2004 (aktiv)                     | Österreich (inkl. ETCS)                                                                                | Wagen 411 262 für Wagen 411 254; Ausstattung mit WLAN-HotSpots (railnet) Ausstattung mit Fahrradträger in Wagen Baureihe 411.8 | Prellbocküberfahrt und Bahnsteigauffahrt am 16. Februar 2017 in Frankfurt-Griesheim Der Trafowagen 411 554 wurde dabei schwer beschädigt. Der Triebzug ist mittlerweile wieder im Einsatz. |
| Tz 1155 Mühlhausen/Thüringen (seit 5. September 2015)                    | 8. Dezember 2004 (aktiv)                     | Österreich (inkl. ETCS)                                                                                | Wagen 411 071 für Wagen 411 055; Ausstattung mit WLAN-HotSpots (railnet) Ausstattung mit Fahrradträger im Wagen Baureihe 411.8 | Prellbockauffahrt am 29. Dezember 2010 in Leipzig; Dieser Triebzug kollidierte infolge des Sturms Mortimer am 30. September 2019 auf der Fahrt als ICE 299 bei Fallersleben mit einem Baum. Der Triebfahrzeugführer wurde leicht verletzt, der Trafowagen 411 071 wurde im Bereich der Frontscheibe und des Führerstandes beschädigt. |
| Tz 1156g Waren (Müritz) (seit 20. Mai 2006)                              | 8. Dezember 2004 (aktiv)                     | Österreich (inkl. ETCS)                                                                                | Ausstattung mit WLAN-HotSpots (railnet) Ausstattung mit Fahrradträger im Wagen Baureihe 411.8 | |
| Tz 1157g Innsbruck (seit 12. Dezember 2009)                              | 8. Dezember 2004 (aktiv)                     | Österreich (inkl. ETCS)                                                                                | Ausstattung mit WLAN-HotSpots (railnet) Ausstattung mit Fahrradträger im Wagen Baureihe 411.8 | |
| Tz 1158 Falkenberg/Elster (seit 15. August 2009)                         | 2. Februar 2005 (aktiv)                      | Österreich (inkl. ETCS)                                                                                | Umbauprototyp für ETCS in Österreich Ausstattung mit WLAN-HotSpots (railnet) Ausstattung mit Fahrradträger im Wagen Baureihe 411.8 | Am 4. September 2006 kollidierte der Triebzug 1158 als ICE 1616 auf der Berlin-Hamburger Bahn mit einem Baum. Der Trafowagen 411 558 wurde dabei schwer beschädigt. Bis in das Jahr 2008 verkehrte dieser Triebzug daher mit dem Trafowagen 411 506 des ausgemusterten Triebzugs 1106. Präsentationszug für das lokale Informations- und Entertainmentportal |
| Tz 1159g Passau (seit 28. Februar 2005 – Name von Tz 1106 übernommen)    | 28. Februar 2005 (aktiv)                     | Österreich (inkl. ETCS)                                                                                | Ausstattung mit WLAN-HotSpots (railnet) Ausstattung mit Fahrradträger im Wagen Baureihe 411.8 | |
| Tz 1160g Markt Holzkirchen (seit 26. Mai 2007)                           | 28. Februar 2005 (aktiv)                     | Österreich (inkl. ETCS)                                                                                | Ausstattung mit WLAN-HotSpots (railnet) Ausstattung mit Fahrradträger im Wagen Baureihe 411.8 | |
| Tz 1161g Andernach (seit 17. Oktober 2009)                               | 15. Juni 2005 (aktiv)                        | Österreich (inkl. ETCS)                                                                                | Ausstattung mit WLAN-HotSpots (railnet) Ausstattung mit Fahrradträger im Wagen Baureihe 411.8 | |
| Tz 1162g Vaihingen an der Enz (seit 3. Juli 2010)                        | 15. Juni 2005 (aktiv)                        | Österreich (inkl. ETCS)                                                                                | Wagen 411 254 für Wagen 411 262; Ausstattung mit WLAN-HotSpots (railnet) Ausstattung mit Fahrradträger im Wagen Baureihe 411.8 | |
| Tz 1163 Ostseebad Binz (seit 17. Juni 2011)                              | 29. Juli 2005 (aktiv)                        | Österreich (inkl. ETCS)                                                                                | Ausstattung mit WLAN-HotSpots (railnet) Ausstattung mit Fahrradträger im Wagen Baureihe 411.8 | Risse in der Achse von 411 163-9 machten auf die Achsenprobleme aufmerksam. |
| Tz 1164g Rödental (seit 13. Oktober 2012)                                | 29. Juli 2005 (aktiv)                        | Österreich (inkl. ETCS)                                                                                | Ausstattung mit WLAN-HotSpots (railnet) Ausstattung mit Fahrradträger im Wagen Baureihe 411.8 | |
| Tz 1165g Bad Oeynhausen (seit 17. Mai 2006)                              | 20. Juni 2005 (aktiv)                        | Österreich (inkl. ETCS)                                                                                | Ausstattung mit WLAN-HotSpots (railnet) Ausstattung mit Fahrradträger im Wagen Baureihe 411.8 | |
| Tz 1166g Bingen am Rhein (seit 24. März 2012)                            | 14. Juli 2005 (aktiv)                        | Österreich (inkl. ETCS)                                                                                | Ausstattung mit WLAN-HotSpots (railnet) Ausstattung mit Fahrradträger im Wagen Baureihe 411.8 | |
| Tz 1167 Traunstein (seit 1. August 2010)                                 | 20. Juli 2005 (aktiv)                        | Österreich (inkl. ETCS)                                                                                | Ausstattung mit WLAN-HotSpots (railnet) Ausstattung mit Fahrradträger im Wagen Baureihe 411.8 | |
| Tz 1168 Ellwangen (seit 29. März 2014)                                   | 20. Juli 2005 (aktiv)                        | Österreich (inkl. ETCS)                                                                                | Ausstattung mit WLAN-HotSpots (railnet) Ausstattung mit Fahrradträger im Wagen Baureihe 411.8 | |
| Tz 1169g Tutzing (seit 21. Juli 2010)                                    | 25. September 2005 (aktiv)                   | Österreich (inkl. ETCS)                                                                                | Ausstattung mit WLAN-HotSpots (railnet) Ausstattung mit Fahrradträger im Wagen Baureihe 411.8 | |
| Tz 1170g Prenzlau (seit 4. Mai 2013)                                     | 17. September 2005 (aktiv)                   | Österreich (inkl. ETCS)                                                                                | Ausstattung mit WLAN-HotSpots (railnet) Ausstattung mit Fahrradträger im Wagen Baureihe 411.8 | Am 12. Oktober 2019 kam es im zweiten Wagen des Triebzuges 1170, auf der Fahrt als ICE 1744 von Hannover Hbf nach Stralsund Hbf, zwischen Hamburg Hbf und Schwerin Hbf zu einer starken Rauchentwicklung. Bereits während der Fahrt wurde der Wagen durch das Zugpersonal geräumt; der Zug wurde in Schwerin Hbf komplett evakuiert. Als Ursache der Rauchentwicklung gilt eine defekte, vollständig überhitzte Antriebseinrichtung im Bereich der Drehgestelle.                                                                                                |
| Tz 1171g Oschatz (seit 30. März 2006)                                    | 17. März 2006 (aktiv)                        | Österreich (inkl. ETCS)                                                                                | Wagen 411 055 für Wagen 411 071 Ausstattung mit WLAN-HotSpots (railnet) Ausstattung mit Fahrradträger in Wagen Baureihe 411.8 | Am 18. Juni 2011 entgleiste der Triebzug 1171 als ICE 1207 auf der Fahrt von Berlin nach Innsbruck zwischen Hochzirl und Kranebitten, nachdem auf der Mittenwaldbahn im Bereich einer Lawinengalerie eine Mure abgegangen war, welche die ersten beiden Wagen des Zuges erfasst hatte. Keiner der 25 Fahrgäste wurde ernsthaft verletzt. |
| Tz 1172g Bamberg (seit November 2007 – Name von Tz 1114 übernommen)      | 30. September 2005 (aktiv)                   | Österreich (inkl. ETCS)                                                                                | Wagen 411 592 für Wagen 411 572; Ausstattung mit WLAN-HotSpots (railnet) Ausstattung mit Fahrradträger im Wagen Baureihe 411.8 | |
| Tz 1173g Halle (Saale) (seit Oktober 2006 – Name von Tz 1116 übernommen) | 3. Februar 2006 (aktiv)                      | Österreich (inkl. ETCS)                                                                                | Ausstattung mit WLAN-HotSpots (railnet) Ausstattung mit Fahrradträger im Wagen Baureihe 411.8 | Am 9. Dezember 2015 wurde der Triebzug 1173 Halle (Saale) zur offiziellen Eröffnungsfahrt der Schnellfahrstrecke Erfurt–Leipzig/Halle eingesetzt. Der Tz1173 fuhr am 23. Mai 2023 als erster ICE über die Schwarzwaldbahn von Hamburg nach Konstanz. |
| Tz 1174 Hansestadt Warburg (seit 28. Juni 2014)                          | 3. Februar 2006 (aktiv)                      | Österreich (inkl. ETCS)                                                                                | Ausstattung mit WLAN-HotSpots (railnet) Ausstattung mit Fahrradträger im Wagen Baureihe 411.8 | |
| Tz 1175 Villingen-Schwenningen (seit 15. September 2012)                 | 10. März 2006 (aktiv)                        | Österreich (inkl. ETCS)                                                                                | Ausstattung mit WLAN-HotSpots (railnet) Ausstattung mit Fahrradträger im Wagen Baureihe 411.8 | |
| Tz 1176 Coburg (seit Oktober 2006 – Name von Tz 1115 übernommen)         | 10. März 2006 (aktiv)                        | Österreich (inkl. ETCS)                                                                                | Ausstattung mit WLAN-HotSpots (railnet) Ausstattung mit Fahrradträger in Wagen Baureihe 411.8 | |
| Tz 1177g Rathenow (seit 15. Juli 2006)                                   | 17. März 2006 (aktiv)                        | Österreich (inkl. ETCS)                                                                                | Ausstattung mit WLAN-HotSpots (railnet) Ausstattung mit Fahrradträger in Wagen Baureihe 411.8 | Am Abend des 24. Dezembers 2018 stieß der ICE-3-Triebzug 306 am ICE-Werk München bei etwa 25 km/h mit dem ICE-T-Triebzug 1177 zusammen. Der Trafowagen 411 077 wurde dabei erheblich beschädigt. Seit Mitte Oktober 2019 ist der Triebzug wieder im Einsatz. |
| Tz 1178g Ostseebad Warnemünde (seit 12. Juni 2007)                       | 3. März 2006 (aktiv)                         | Österreich (inkl. ETCS)                                                                                | Ausstattung mit WLAN-HotSpots (railnet) Ausstattung mit Fahrradträger im Wagen Baureihe 411.8 | |
| Tz 1180g Darmstadt (seit 8. November 2006)                               | 8. November 2006 13. Juni 2014 (aktiv)       | Österreich (inkl. ETCS) Schweiz-Ausstattung inklusive zusätzliche Stromabnehmer beim Redesign entfernt | gebildet aus umbezeichneten Endwagen von Tz 1580 und Mittelwagen von Tz 1120; Wagen 411 707 für Wagen 411 720; Wagen 411 821 für Wagen 411 820; Ausstattung mit WLAN-HotSpots (railnet) Ausstattung mit Fahrradträger im Wagen Baureihe 411.8 | |
| Tz 1181g Horb am Neckar (seit 8. November 2006)                          | 8. November 2006 9. Mai 2014 (aktiv)         | Österreich (inkl. ETCS) Schweiz-Ausstattung inklusive zusätzliche Stromabnehmer beim Redesign entfernt | gebildet aus umbezeichneten Endwagen von Tz 1581 und Mittelwagen von Tz 1121; Wagen 411 809 für Wagen 411 821; Wagen 411 505 für Wagen 411 581; Ausstattung mit WLAN-HotSpots (railnet) Ausstattung mit Fahrradträger im Wagen Baureihe 411.8 | Bei der Einfahrt am 23. Dezember 2014 in München Hauptbahnhof, als ICE 1627 von Hamburg kommend, entstand am Wagen 411 581 ein Ölleck, welches sich am Drehgestell entzündete. Daraufhin wurde der Triebzug außerhalb der Bahnhofshalle abgestellt, evakuiert und ein Feuerwehreinsatz ausgelöst. Eine 74-jährige Frau wurde während der Evakuierung verletzt, weitere Verletzte gab es nicht. Abgesehen vom betroffenen Trafowagen werden keine weiteren Schäden am Triebzug bekannt.                                                                          |
| Tz 1182g Mainz (seit 23. Januar 2007)                                    | 23. Januar 2007 28. November 2014 (aktiv)    | Österreich (inkl. ETCS) Schweiz-Ausstattung inklusive zusätzliche Stromabnehmer beim Redesign entfernt | gebildet aus umbezeichneten Endwagen von Tz 1582 und Mittelwagen von Tz 1122; Wagen 411 229 für Wagen 411 222; Ausstattung mit WLAN-HotSpots (railnet) Ausstattung mit Fahrradträger im Wagen Baureihe 411.8                                  | 3 Wagen der 1. sowie 2. Klasse sind mit neuem Polster und dem neuen Sitzdesign „Wohnzimmer“, was ab 2024 zum Einsatz kommt, testweise ausgestattet. Die Sitzschalen blieben dabei unverändert. |
| Tz 1183g Oberursel (Taunus) (seit 29. November 2006)                     | 29. November 2006 3. Juli 2014 (aktiv)       | Österreich (inkl. ETCS) Schweiz-Ausstattung inklusive zusätzliche Stromabnehmer beim Redesign entfernt | gebildet aus umbezeichneten Endwagen von Tz 1583 und Mittelwagen von Tz 1123; Wagen 411 581 für Wagen 411 583 Ausstattung mit WLAN-HotSpots (railnet) Ausstattung mit Fahrradträger in Wagen Baureihe 411.8                                   | Dieser Triebzug befuhr im Rahmen einer Versuchsfahrt am 28. März 2015 als erster Serien-ICE die Schnellfahrstrecke Erfurt–Leipzig/Halle. Er diente bis zum Fahrplanwechsel im Dezember 2015 als Testzug und war in Leipzig stationiert. Am 12. November 2015 wurde dieser Triebzug für eine Präsentationsfahrt für Journalisten von Leipzig nach Erfurt verwendet. Nach einer Flankenfahrt am 1. Juli 2017 in München abgestellt. Die Wagen 411 583 und 411 623 wurden stark beschädigt. Seit Februar 2019 ist er mit getauschtem Trafowagen wieder im Einsatz. |
| Tz 1184g Kaiserslautern (seit 12. September 2006)                        | 12. September 2006 14. August 2014 (aktiv)   | Österreich (inkl. ETCS) Schweiz-Ausstattung inklusive zusätzliche Stromabnehmer beim Redesign entfernt | gebildet aus umbezeichneten Endwagen vom Tz 1584 und Mittelwagen vom Tz 1124; Ausstattung mit WLAN-HotSpots (railnet) Ausstattung mit Fahrradträger im Wagen Baureihe 411.8                                                                   | |

### Baureihe 4011
| Triebzugnummer Namensgebung              | Indienststellung Redesign (Aktueller Status) | Auslands- zulassungen und Besonderheiten | Umbauten oder Umrüstungen | Unfälle oder besondere Vorkommnisse Allgemeine Bemerkungen |
| ---------------------------------------- | -------------------------------------------- | ---------------------------------------- | --- | --- |
| Tz 1190 Wien (seit 8. Dezember 2007)     | 28. November 2007 23. Dezember 2014 (aktiv)  | Österreich (inkl. ETCS)                  | gebildet aus ex-Tz 1114; Ausstattung mit WLAN-HotSpots (railnet) Ausstattung mit Fahrradträger im Wagen Baureihe 411.8             | Rückgabe an die Deutsche Bahn am 4. Dezember 2020 |
| Tz 1191 Salzburg (seit 9. Dezember 2006) | 8. November 2006 10. Februar 2015 (aktiv)    | Österreich (inkl. ETCS)                  | gebildet aus ex-Tz 1115; Ausstattung mit WLAN-HotSpots (railnet) Ausstattung mit Fahrradträger im Wagen Baureihe 411.8             | Rückgabe an die Deutsche Bahn am 4. Dezember 2020 |
| Tz 1192 Linz (seit 22. August 2008)      | 8. November 2006 9. Oktober 2014 (aktiv)     | Österreich (inkl. ETCS)                  | gebildet aus ex-Tz 1116; Wagen 411 606 und 411 506 anstelle der Wagen 411 692 und 411 592; Ausstattung mit WLAN-HotSpots (railnet) | Am Morgen des 1. März 2008 fuhr der Triebzug 1192 als ICE 23 bei Brühl in einen durch Orkan Emma umgestürzten Baum. Der Wagen 4011 592 wurde dabei am Führerstand schwer beschädigt, der Triebfahrzeugführer wurde verletzt. Tz 1192 ist seit 11. April 2008 wieder aktiv, der beschädigte Trafowagen wurde durch den 411 506 ersetzt. Rückgabe an die Deutsche Bahn am 4. Dezember 2020 |

### Baureihe 415
| Triebzugnummer Namensgebung                                        | Indienststellung Redesign Ausmusterung          | Auslands- zulassungen und Besonderheiten | Umbauten oder Umrüstungen                                                    | Unfälle oder besondere Vorkommnisse Allgemeine Bemerkungen                                                                                                |
| ------------------------------------------------------------------ | ----------------------------------------------- | ---------------------------------------- | ---------------------------------------------------------------------------- | --- |
| Tz 1501 Eisenach (seit 13. Mai 2003)                               | 15. Mai 2001 17. Juli 2015 24. Februar 2024     | ETCS Baseline 3.4.0 (2016–2025)          |                                                                              | |
| Tz 1502g Karlsruhe (seit 18. Dezember 2002)                        | 20. August 1999 28. August 2015 11. Juni 2025   | ETCS Baseline 3.4.0 (2016–2025)          |                                                                              | Am 4. Dezember 2012 wurde der Triebzug 1502 zur offiziellen Eröffnungsfahrt des Katzenbergtunnels eingesetzt.                                             |
| Tz 1503g Altenbeken (seit 11. Juli 2003)                           | 20. August 1999 9. Oktober 2015 (aktiv)         | ETCS Baseline 3.4.0 (2016–2025)          |                                                                              | |
| Tz 1504g Heidelberg (5. Dezember 2002)                             | 26. November 1999 16. Januar 2015 (aktiv)       | ETCS Baseline 3.4.0 (2016–2025)          |                                                                              | |
| Tz 1505 Marburg/Lahn (seit 5. Juni 2003)                           | 17. Dezember 1999 31. März 2015 18. April 2025  | ETCS Baseline 3.4.0 (2016–2025)          |                                                                              | |
| Tz 1506 Kassel (seit 17. Dezember 2002)                            | 27. Mai 2000 30. April 2015 19. Mai 2025        | ETCS Baseline 3.4.0 (2016–2025)          | ausgeliefert mit Mittelwagen aus Tz 1582                                     | |
| Tz 1520g Gotha (seit 8. November 2006)                             | 8. November 2006 19. Juni 2015 (aktiv)          | ETCS Baseline 3.4.0 (2016–2025)          | gebildet aus umgezeichneten Endwagen vom Tz 1120 und Mittelwagen vom Tz 1580 | |
| Tz 1521 Homburg/Saar (seit 8. November 2006)                       | 8. November 2006 13. Mai 2015 14. Juni 2025     | ETCS Baseline 3.4.0 (2016–2025)          | gebildet aus umgezeichneten Endwagen vom Tz 1121 und Mittelwagen vom Tz 1581 | Am 6. März 2024 als führender Triebzug des ICE 1651 (Wiesbaden Hbf – Dresden Hbf) in Leipzig Hbf auf den Prellbock von Gleis 14 aufgefahren.              |
| Tz 1522 Torgau (seit 2. Januar 2007)                               | 2. Januar 2007 31. Juli 2015 8. Juni 2025       | ETCS Baseline 3.4.0 (2016–2025)          | gebildet aus umgezeichneten Endwagen vom Tz 1122 und Mittelwagen vom Tz 1582 | ausgeliefert mit Mittelwagen aus Tz 1506; Von Anfang 2010 bis September 2011 mit Jubiläumsbeklebung 175 Jahre deutsche Eisenbahn anstelle des Taufnamens. |
| Tz 1523g Hansestadt Greifswald (seit 8. November 2006)             | 8. November 2006 13. März 2015 (aktiv)          | ETCS Baseline 3.4.0 (2016–2025)          | gebildet aus umgezeichneten Endwagen vom Tz 1123 und Mittelwagen vom Tz 1583 | |
| Tz 1524g Hansestadt Rostock (seit 12. September 2006)              | 12. September 2006 2. Oktober 2015 (aktiv)      | ETCS Baseline 3.4.0 (2016–2025)          | gebildet aus umgezeichneten Endwagen vom Tz 1124 und Mittelwagen vom Tz 1584 | |
| Tz 1580 Darmstadt (von 30. November 2002 bis 8. November 2006)     | 28. Mai 1999 am 8. November 2006 aufgelöst      | Schweiz                                  | umgebaut in Tz 1180                                                          | |
| Tz 1581 Horb am Neckar (von 23. Juni 2003 bis 8. November 2006)    | 29. Mai 1999 am 8. November 2006 aufgelöst      | Schweiz                                  | umgebaut in Tz 1181                                                          | |
| Tz 1582 Mainz (von 17. Januar 2003 bis 23. Januar 2007)            | 30. September 1999 am 23. Januar 2007 aufgelöst | Schweiz                                  | umgebaut in Tz 1182                                                          | |
| Tz 1583 Oberursel (Taunus) (von 9. Mai 2004 bis 29. November 2006) | 28. Mai 1999 am 29. November 2006 aufgelöst     | Schweiz                                  | umgebaut in Tz 1183                                                          | |
| Tz 1584 Kaiserslautern (von 26. März 2003 bis 12. September 2006)  | 28. Mai 1999 am 12. September 2006 aufgelöst    | Schweiz                                  | umgebaut in Tz 1184                                                          | |